# 陳朝 (越南)
陳朝（越南语：／），越南歷史上的一個朝代。1225年底（或1226年初），李朝末代皇帝李昭皇禪位給陳煚，建立了陳朝，至1400年終結，国号「大越」，首都位於昇龍（今河內）。因该朝君主姓「陳」，故历史上称为「陳朝」。
陳朝一百七十五年的歷史，被史家分為三個階段，第一階段為1225年开国至1293年、第二階段為1293年至1341年、第三階段為1341年至1400年灭亡。:318－319第一階段裡在陳守度、陳太宗、陳聖宗、陳仁宗等統治者的經營下，內政得以鞏固及調整，採取太上皇主政的方式，以及近親通婚，以妨大權落入外戚之手；學術文教亦得以發展，如科舉的沿用、越南首部官方史籍《大越史記》的編撰等等。對外方面，蒙古帝國（元朝）於13世紀曾三度出兵攻越（分別為1257年至1258年；1284年至1285年；1287年至1288年），但在陳朝君主及名將陳興道等人的奮力抵抗下，成功擊退蒙古軍，陳朝與元朝保持朝貢關係，元封越南君主為安南國王。第二階段裡，陳英宗、陳明宗、陳憲宗等保持祖業，但亦未能化解國內的社會分歧，時治時亂。在第三階段，陳裕宗縱情享樂，朝綱紊亂，其後出現楊日禮被立及被廢內亂局面。陳藝宗、陳睿宗、陳廢帝時長期受占城國王制蓬峩的侵寇，國家元氣衰弱。陳朝晚期適值中國明朝建立，明廷繼續冊封陳朝君主為安南國王。陳順宗、陳少帝時，權臣黎季犛把持朝政。在1400年，黎季犛廢少帝，自立為新君主，建立胡朝，陳朝遂亡。

## 陳朝的建立

### 陳氏興起及成為外戚

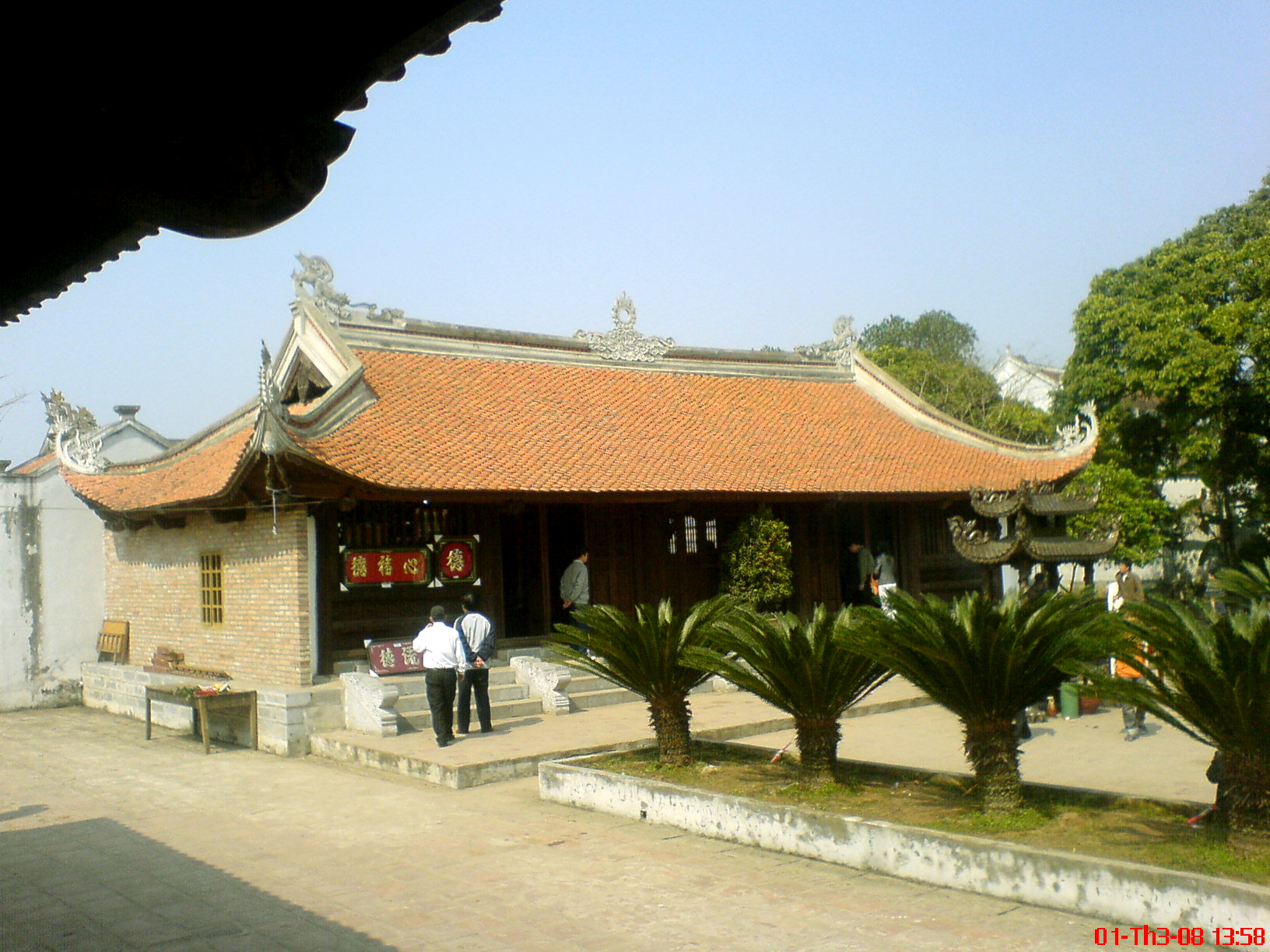
位於南定省的陳氏宗廟

李朝高宗（1175年至1210年在位）時期，國家政局呈現衰弱的跡象。1209年（李朝治平龍應五年），屢生叛亂，原為地方豪強的陳氏家族便在此一背景下崛起及奪權。據越南史籍所載，陳氏王室的先世陳京來自中國宋朝，原籍可能為福建或桂林，遷入越南後定居於即墨鄉（後改名天長府，即今南定省南定市），從事漁業而至富:321。宋周密《齊東野語》則稱陳京原名謝升卿，是福州長樂邑人，因殺人被官府緝拿而逃去了安南。陳氏家族至陳李時，已憑其經濟實力成為一方豪族，史稱「傍人歸之，因有眾」。:310
1209年（李朝治平龍應五年），李朝將領郭卜在國都昇龍（河內）發動叛亂，攻入皇宮，高宗皇帝與太子李旵出逃。李旵逃到陳氏勢力範圍內的海邑時，娶陳李之女陳氏容，陳氏族人遂召集鄉兵，協助太子平亂，讓高宗及太子得以安然返京。不久，李高宗去世，李旵登位，是為李惠宗（1210年至1224年在位）。1211年（李朝建嘉元年），惠宗立陳氏容為「元妃」，其兄陳嗣慶，舅蘇忠詞均獲封官爵，陳家遂成李朝外戚，開始參與朝政。:79-80

### 奪權戰爭
李惠宗在位初期，國政由太尉譚以蒙主理，但以蒙「不學無術，柔懦不斷」，以致「政事日墮」，政府的統治水平不斷下滑。由於「朝無善政」，越南境內「饑饉荐臻，人民困窮」，民眾生活未見改善，地區豪強亦乘時而起，擅作威福，作為外戚家族的陳家，與洪州（一作烘州）人段尚等，便是當中的重要勢力，並演成互動干戈、爭奪政權的局面。:311-3121211年（李朝建嘉元年），陳嗣慶因見段尚進讒指控自己謀叛:612，加上聽聞妹妹陳氏容遭惠宗生母譚太后虐待:314，乃決意起兵，與李氏朝廷對敵，惠宗與譚太后、元妃陳氏容逃離國都昇龍，陳李雙方交戰連年。到1216年（李朝建嘉六年），李惠宗得悉譚太后要殺愛妃陳氏容，適值有杲人作亂，而惠宗又見嗣慶歸還「金椅」給惠宗示好，惠宗乃親自到陳氏軍中，請求嗣慶協助討伐杲人，陳李雙方才平息分歧。:612─617:312其後，惠宗命嗣慶為太尉輔政，有「造戰器，習武藝」之權，陳家勢力得以在朝中坐大。不久，李惠宗患病，無法親理朝政，大權遂由陳氏家族所主宰:313。

### 陳氏奪位
陳嗣慶死後，其兄陳承任輔國太尉，族弟陳守度為「領殿前諸軍扈衞禁庭」，繼續掌握李朝朝政。1224年（李朝建嘉十四年、天彰有道元年），李惠宗傳位給年僅七歲的次女李昭皇，自己擔任上皇:315。1225年（天彰有道二年）農曆十月，陳守度安排陳承之子、年僅八歲的陳煚與昭皇結成夫婦。:316十二月，上皇表明有意傳位給昭皇之夫陳煚，陳煚之父陳承曾有所猶疑，但陳守度力指「天與不取，反受其咎」，認為奪取帝位的條件已成熟:619，乃把握機會，安排李昭皇禪讓給陳煚，建立陳朝，時為1225年底或1226年初。

## 陳朝政局發展

### 第一階段（從開國至1293年）
陳氏王朝的第一階段，被後世史家稱之為該朝立國、建制、創立基業並步入強盛的時代。:318
陳朝開國後，陳太宗（1225／1226年至1258年在位）父陳承任上皇，從叔陳守度任「國尚父」、「太師統國，行軍務征討事」，掌握朝政大權。:316:321對於李朝王族，陳氏朝廷設法對付，李昭皇被陳太宗冊立為皇后，而李上皇（李惠宗）則被廢為僧，居於真教禪寺，號「惠光太師」:321，不久又被陳守度迫令自盡，時為1226年（建中二年）農曆八月十日。:3221232年（建中八年），陳朝以避先祖陳李的名諱為由，改「李」為「阮」，用意是「絕民之望李氏」。陳守度又見李氏宗室對惠宗之死有所不滿，便設計坑殺李氏族人。:326
陳朝初立時，越南境內仍有多股地方勢力，與朝廷為敵。據《大越史記全書》所載，當時有阮嫰割據北江，段尚割據洪州（又作烘州），以及傘圓山、廣威山諸蠻的割據，相互混戰。陳朝於1226年（建中二年），派陳守度擊破傘圓山及廣威山諸蠻，阮嫰亦於1228年（建中四年）農曆十二月消滅段尚勢力。次年（1229年，建中五年），阮嫩病死，其割據勢力瓦解，從此「天下歸于一」。:324除地方亂事外，王室內部曾發生太宗之兄陳柳的叛變，事緣太宗之后李佛金無子，陳守度改立陳柳之妻順天公主（李佛金之姊）為太宗皇后，引起陳柳不滿，乃於1236年（天應政平六年）在大江起兵，但旋即被陳守度所平。陳太宗提出和解，安撫陳柳，並處死參予事件的大江亂兵，事件遂告平息。:328
太宗時期除解決內部紛爭，又著手整頓政務。1228年（建中四年），派官員到清化，重修帳籍。1232年（天應政平元年），開太學生科試（考進士），1247年（天應政平十六年）又設狀元、榜眼、探花三魁。1242年（天應政平十一年），分全國為十二路，設置正副安撫使以統轄。1244年（天應政平十三年），下令各地官員修築江河兩岸的堤壩，以防洪水。同年，重定刑律。1253年立國學院（或為國子院），及設講武堂。此外，還整頓稅制、官制、兵制等等。:85-87到1258年（元豐八年、紹隆元年）農曆二月，太宗將帝位傳給兒子陳晃（即聖宗，1258年至1278年在位），自稱上皇，繼續管理政務，開展了「事皆取決於上皇」的政治格局。:340

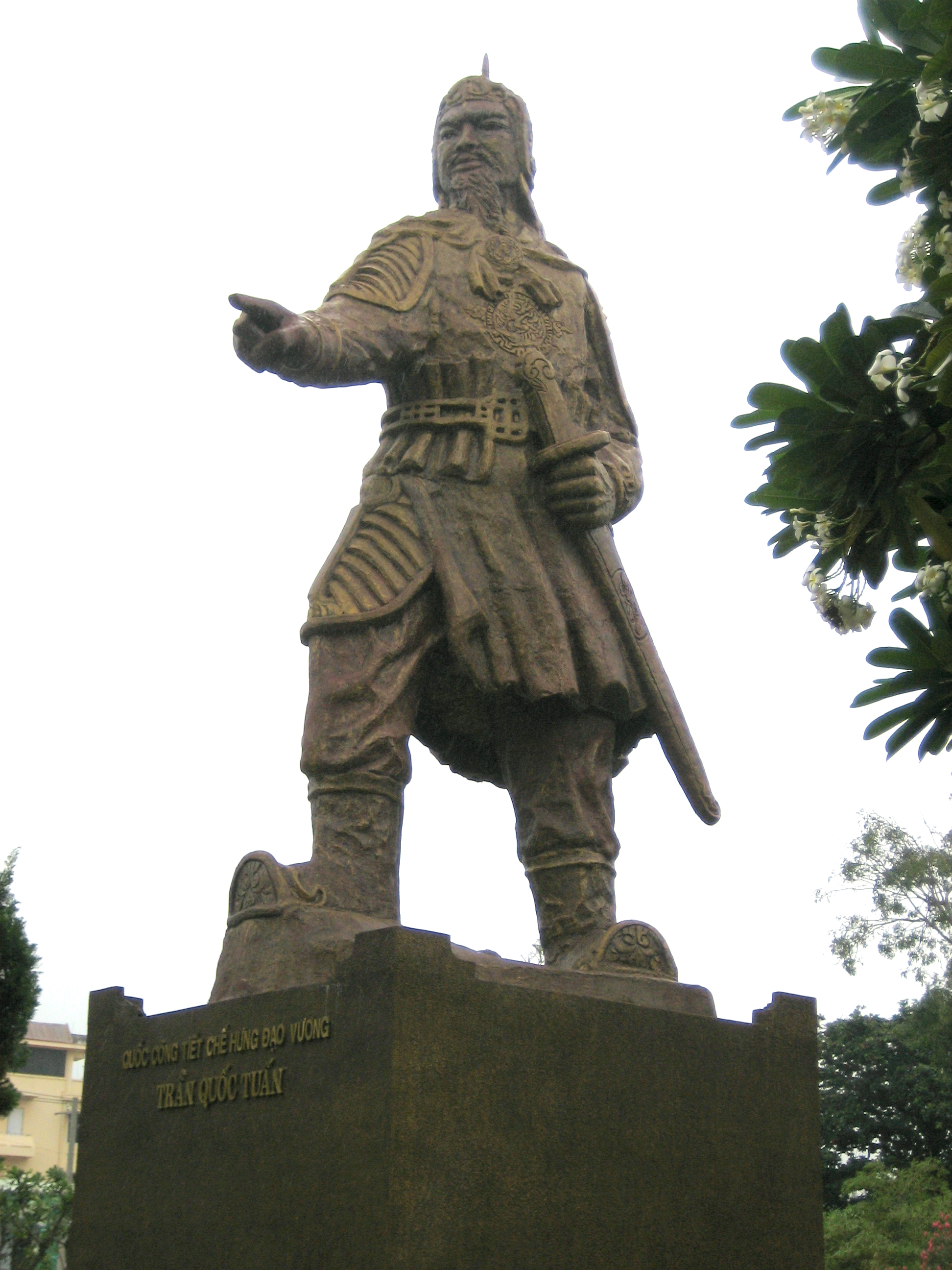
陳朝抗元重要將領興道王陳國峻像

陳朝第一階段適值亞洲北部的蒙古帝國崛起。蒙古先後於1253年（元豐三年）及1279年（紹寶元年）攻滅中國大理國及南宋，成為越南鄰國。1257年（元豐七年），蒙古派軍從雲南（原大理國境）入侵大越，但遭陳守度、陳太宗頑強抵抗，且蒙古軍不適應當地水土而撤回。:891278年（寶符六年），聖宗傳位給太子陳昑（即仁宗，1278年至1293年在位），自任上皇。1284年（紹寶六年），元朝派軍南下，但又被陳朝主將陳興道擊退。:95-1051287年（重興三年），元再出兵攻越，雙方經過白藤江之戰等戰事後，越軍得勝，元朝撤兵。蒙古三次征越失敗後，改為與陳朝建立友好的宗藩關係，不再出兵南下。:106-113

### 第二階段（1293年至1341年）
在第二階段中，陳英宗、陳明宗、陳憲宗諸帝雖能繼承祖業，但統治階級生活荒淫，甚至出現內部爭權，政局時治時亂。:318
1293年（重興九年，三月改元興隆），陳仁宗傳位給太子陳烇（即英宗，1293年至1314年在位），自任上皇繼續掌權。在此期間，陳氏朝廷人才眾多，文治方面有張漢超，軍事方面有范五老，都屬才智之士。又因教育的發展，使才學之士莫挺之、阮忠彥等透過科舉入朝為官。後世史家稱此一時期政局修明，「君賢臣忠，法律嚴正，賞罰分明，政治無一不上軌道」。:114-115在外交方面亦相當活躍，英宗時期，上皇陳昑（即仁宗）、大將范五老多次出征哀牢。對南方的占城，陳朝以玄珍公主嫁給占城國王制旻為條件，換取該國的烏州、里州之地，後分別改名為順州和化州。:116-117
1314年（興隆二十二年，三月改元大慶），英宗傳位給太子陳奣（即明宗，1314年至1329年在位），自任上皇。明宗在位時陳朝對制度政策有所調整。1315年（大慶二年），立法禁止一家人之間互相告訐。1316年（大慶三年），檢定文武官階。1323年（大慶十一年），開太學生科試；下令軍士從此不得文身。:117─118在對外方面，陳朝以占城國侵擾南方邊境為由，於1318年（大慶五年）派惠武王陳國瑱、范五老出征占城。:117
在明宗時期，曾有民眾起為強盜，以及朝中派系相爭。1317年（大慶四年），越南境內出現強盜，當中較著名的有「盜魁」文慶，但終被陳朝平定。:398另外，朝廷裡因皇后未有皇子，太子之位未定，朝臣分為兩派，一派為陳克終、文憲侯等人，主張立明宗庶子陳旺為太子；另一派為皇后之父陳國瑱，主張待皇后誕下嫡子，才立太子。1328年（開泰五年）三月，文憲侯賄賂國瑱家臣陳缶，以誣告國瑱謀反。明宗信以為真，囚禁國瑱於資福寺，陳克終又向明宗說「捉虎易，放虎難」，提示必須鏟除國瑱。明宗不給國瑱飲食，國瑱飢渴過甚，死於寺中，而受該案牽連被捕者達百餘人。數年後，陳缶的妻、妾之間不睦，竟把陳缶受賄一事揭發，事件才水落石出，文憲侯被降為庶人，陳缶被國瑱家奴生啖其肉而死。:406─407
1329年（開泰六年，二月改元開祐），明宗傳位給太子陳旺（即憲宗，1329年至1341年在位），自任上皇。憲宗時期，上皇發動對外戰事，於1334年（開祐六年）及1335年（開祐七年）親征哀牢，又於1337年（開祐九年）派軍攻破沱江地區的牛吼蠻。:118─119

### 第三階段（1341年至1400年）
在第三階段，出現奸雄弄權，豪族割據，民眾起事頻繁的局面，陳氏王朝遂步入衰微不振及滅亡。:318─319
1341年（開祐十三年），陳憲宗崩，上皇（即明宗）立兒子陳暭為帝（即裕宗，1341年至1369年在位）。上皇在1357年（紹豐十七年）去世，在此之前陳朝政權由他執掌，並有張漢超、阮忠彥等一批富治國經驗的舊臣，管理朝政尚算有條不紊，雖數遇天災和饑饉仍能妥善處理。到上皇及張漢超、阮忠彥等去世後，朝政日漸散渙，朝中名儒朱文安上疏要求誅佞臣七人，但裕宗不許，文安遂辭官歸隱。裕宗本人耽於逸樂，縱情酒宴，營造宮室，鑿池堆山，命富者入皇宮賭博，生活奢華。民間則變亂四起，各地出現盜賊起事，較有名者為海陽安阜山的吳陛。在外交上，裕宗時期適逢中國明朝於1368年（大治十一年）創立，陳朝遣使朝貢。而南方的占城國則在國王制蓬峩的統治下提升軍事實力，意欲攻打陳朝，以報歷來越南入侵占城之仇，後來更「使陳朝君臣幾番驚駭」。:121─122
1369年（大治十二年，六月改元大定）五月，陳裕宗死後，陳氏朝廷因繼任人問題發生內鬨。因裕宗沒有子嗣，朝臣擬立裕宗之兄恭定王陳暊為帝，但憲慈皇太后（裕宗生母）堅持立裕宗長兄恭肅王陳元昱的養子楊日禮為帝（1369年至1370年在位）。楊日禮即位後，企圖斷絕陳氏家族繼承皇位，於該年十二月殺憲慈皇太后，並於次年（1370年，大定二年，十月改元紹慶）九月，鏟除反抗自己的恭靖王陳元晫（陳明宗次子、裕宗兄）父子。十月，陳暊怕大禍將至，就離開國都昇龍到沱江鎮避難，約定其弟恭宣王陳曔章、肅國上侯陳元旦、天寧公主、清化府官員起兵奪權。十一月，陳暊奪回國都，鏟除楊日禮，即皇帝位，是為陳藝宗（1370年至1372年）。:436─439
陳藝宗就任皇帝期間，內政外交開始出現變化。在內政上，陳藝宗重用外戚黎季犛（祖先本姓胡）。黎季犛的兩位姑姑都嫁給陳明宗，藝宗於1371年（紹慶二年）任季犛為樞密院大使，封忠宣國上侯，曾派往乂安，專門負責「綏輯人民，撫安邊境」。:442─443黎季犛遂成陳末權臣。在外交方面，陳朝因長期以來「邊城無備」，惹來外敵來犯，占城國王制蓬峩在1371年（紹慶二年）閏三月出兵入侵大越，而陳氏朝廷竟「無兵可禦」，占城軍遂攻破國都昇龍，劫掠而回。制蓬峨從此成為陳朝勁敵，「國家自此多事矣」。:442
1372年（紹慶三年），陳藝宗傳位給其弟陳曔（即睿宗，1372年至1377年在位），自任上皇。睿宗時期，陳朝有感占城實力強大，乃加強軍備，但陳朝軍隊仍然難敵占城軍。1377年（隆慶五年）初，陳睿宗率兵親征，到達占城國都闍槃城時兵敗戰死，占王制蓬峩旋即策動反攻，再次攻破昇龍而回。上皇改立睿宗之子陳晛為帝（即廢帝，1377年至1388年在位）。1378年（昌符二年）五月，占城軍隊再一次攻破昇龍，劫掠而回。在占軍數次攻進昇龍時，陳氏朝廷未能積極抵抗，史家陳重金（即陳仲金）批評「當時占城之軍出入我南國，如入無人之境，因此在幾年之內三次破京城，上皇與帝晛三次棄城而逃」。其後多年，兩國仍互有交戰。而經過長期的戰事後，陳朝政府的庫藏一空，乃加重軍役和賦稅，如1378年（昌符二年）始設人頭稅。:124─1261379年（昌符三年），因時值大旱，饥荒遍地，更爆發民眾起事，史載當年八月“北江路人阮补称为唐郎紫衣，以法术僭号称王，作乱。”阮补建元熙元，并铸熙元通宝、宋元通宝、景元通宝等钱。最終阮補被陳朝鎮壓而「伏誅」。:454:27
與此同時，因黎季犛深得上皇陳暊的信任，陳朝再爆發內部鬥爭。1388年（昌符十二年，十一月改元光泰），陳廢帝見上皇寵信季犛，便圖謀將之鏟除。黎季犛早先一步，向上皇提出「未有賣子而養姪，惟見賣姪而養子」:460，以挑撥上皇與廢帝之間的關係。上皇果然以為廢帝有意，譖誣功臣，乃貶黜其帝位，改立自己之子昭定王陳顒為帝（即順宗，1388年至1398年在位）。在黎季犛專權的同時，國內盜賊群起，在清化，有阮清自稱「靈德王」，活躍於梁江地區；阮忌自稱「魯王」，活躍於農貢地區；在國威州，有僧人范師溫起事，更曾一度於1389年（光泰二年）攻進國都昇龍，上皇與順宗出逃避難，最終，范師溫被黃江守將黃奉世討平。:126─127
1390年（光泰三年），占城國王制蓬峩在攻打陳朝期間戰死，兩國之間的戰事遂告一段落。然而黎季犛的弄權，已成尾大不掉之局，對於不順從者，季犛慫恿上皇陳暊殺之。1394年，上皇為控制黎季犛，命畫工繪周公輔周成王、霍光輔昭帝、諸葛亮輔蜀後主、蘇憲誠輔李高宗等圖像，名為「四輔圖」，賜予季犛，用意是要他「輔官家（指陳順宗）當如是也」。又故意向季犛說：「平章親族，國家事務，一以委之，今國勢衰弱，朕方老耄，即世之後，官家可輔則輔之，庸暗則自取之」，黎季犛立刻倉惶答道：「臣不能盡忠戮力輔官家，傳之後裔，天其厭之！」史家陳重金（即陳仲金）認為上皇對季犛的一番說話，是效法古代劉備對諸葛亮所說的話，以此收買季犛的心。同年十二月，上皇去世，黎季犛繼續把持國政。:128─129
上皇藝宗死後，黎季犛在成為輔政太師。史家陳重金（即陳仲金）指這時的黎季犛意在「大肆更張，用以收買黨羽」，進行一連串改革。在財政上，季犛收回銅幣，改行紙幣；在土地政策上，規定除貴族階層的大王、公主外，庶民佔田不得超過十畝；在文化教育上，制定科舉的文體考試，又在地方上授予學官田地；在政治架構方面，季犛改定文武官員服裝，改地方上的諸路為鎮，並增設一些官職，以分封給黨羽。季犛又把國都遷至清化，稱為「西都」，以便奪位。與此同時，黎季犛廢立君主，於1398年（光泰十一年，三月改元建新）迫順宗退位，立太子陳為帝（即少帝，1398年至1400年在位）。1399年（建新二年），太保陳元沆、上將軍陳渴真等合謀殺季犛，但被季犛先知，季犛便大肆鎮壓，受牽連而被誅殺者達三百七十餘人。其後，黎季犛自稱「國祖章皇」，出入使用天子儀衛。1400年（建新三年，三月以後胡朝改元聖元）二月，黎季犛廢少帝自立，恢復其祖先的胡姓，改國號「大虞」，建立胡朝，陳朝遂告終結。:129─132
其後，中國明朝於1406年（胡朝開大四年）以「弔伐」的名義攻打越南，並於1407年（胡朝開大五年，後陳朝興慶元年）消滅胡朝，統治越南。1407年至1413年（後陳朝重光四年）期間，陳氏宗室陳頠、陳季擴等為恢復陳朝統治，在乂安、化州等地反抗明人，史稱後陳朝，最終被明朝討平。:138─142頁

## 制度及措施

### 政府架構
陳朝政府的官僚架構，上承李朝、參考中國制度，並加上陳朝本身的創設而成。
陳朝官員編制，重要官員有三公、三少、太尉、司馬、司徒、司空。擁有「左相國平章事」或「右相國平章事」等稱銜者，其地位等同「宰相」，擁有「參知政事」、「入內行遣」、「左輔右弼參與朝政」等稱銜者，其地位等同「次相」。
中央朝廷和地方政府的各種官職，都分成文武兩班。在中央，文班官職有：六部尚書、侍郎、郎中、員外郎、中書、中書令、尚書左右仆射、行遣、左右司郎中、左右正言參議、御史台侍御史、御史中贊、御史中相、御史大夫、侍經筵大學士、天章學士、入侍學士、中侍大夫、中亮大夫、儲宮教授、太史令、太宗正、延尉寺卿、少卿、京師大尹。武班官職有：有驃騎上將軍、錦衞上將軍、金吾大將軍、武衞大將軍、副都將軍殿帥、都押衙管軍節度使、都統制。而在地方上，文班官職有：安撫使、知府、通判、僉判、漕運令尉、主簿、司社、並諸路河堤、屯田正、副使。武班官職有：經略使、防御使、守御使、觀察使等，以及各府的都護、都統、總管等。陳氏朝廷架構，被後世史家批評為「機構臃腫或有其位無其職，或有其職無其權，形同虛設」。:326─327
為使朝廷上下保持凝聚力，陳朝沿襲李朝制度，每年四月四日均會舉行皇帝與百官的「宣盟誓條」之禮。:323
陳朝對官僚系統設有升遷制度。1247年（天應政平十五年）農曆三月，朝廷檢閱中央、地方的文武官員。後來定下升遷規則：每十五年檢閱一次，每十年加爵一級，每十五年加職一等。如有官職空缺，則以正兼副，如正副俱缺，則考轄其他官員，待合資格後便授任該職。在館、閣任職者，任滿十年可升職或轉職，在省、局任職者，任滿十五年可升職或轉織。而「宰相」之位，由陳氏宗室中具備賢能、通曉詩書者出任。<:327
除官職架構外，陳朝政府又設上皇掌權的制度，當皇帝傳位給新皇帝後，就自任上皇，繼續參予朝政。《大越史記全書》記載它的運作模式：
|  | 自夏禹傳子之後，父崩子繼，兄歿弟承，永為常法。陳氏家法，乃異於是，子既長，即使承正位，而父退居聖慈官，以上皇稱，同聽政，其實但傳大器，以定後事，備倉卒爾，事皆取決於上皇，嗣主無異於皇太子也。:340 |

據中國學者郭振鐸、張笑梅的分析，此一制度用意是「杜絕內部傾軋、宮中政變、兵權旁落，來鞏固陳氏統治地位」。:17

### 地理建置
陳朝初年，在全國設立十二個路。而黎崱《安南志略》、明初官修的《元史》等史籍，記錄了陳朝時的路有十五個。除路以外，還設有府、州等單位。管理各路府州的重要官員，則是在各路設置「安撫使」（武官），另外又在各地設文班官員，於府設「知府」，路設「通判」，州設「漕運使」等等。法國學者馬思伯樂又指出，陳朝不限於固有的地理區劃，「應有新設之路」，會變更或增加建置。
在路以下，還有若干基層行政機關。在陳朝碑銘紀錄裡，有「洪路麻浪橋綺蘭社」、「烘路廣寒橋麻巷」等語句。學者據此推斷，在路以下，有「橋」，「橋」以下有「社」、「巷」等單位。
陳朝在各地的建置情況，列於下表。
| 路／府／州        | 後世位置                                   | 備注 |
| 大羅城路          | 馬思伯樂：今河內及紅河右岸。               | 《安南志略》載：宋真宗時，郡人李公蘊於此建國。陳繼李，以其屬邑，增置龍興、天長、長安。 |
| 北江路            | 馬思伯樂：今河內對面、紅河北岸，北江兩岸。 | 《安南志略》載：在羅城東岸。 |
| 南冊江路          | 馬思伯樂：今廣安、建安、東朝。             | 《安南志略》作「南柵江路」。 |
| 快路              | 馬思伯樂：今興安。                         | |
| 烘路 （烘又作洪） | 馬思伯樂：今海陽。                         | |
| 如月江路          | 馬思伯樂：太原等地。                       | |
| 沱江路            | 馬思伯樂：今興化。（即老街省）             | 《安南志略》作「陀江路」，又載：接金齒界。 《越南歷代疆域》指出，黎季犛於1397年（光泰十年），改沱江為天興鎮。 |
| 歸化江路          | 馬思伯樂：黑河流域。                       | 《安南志略》：接雲南界。 |
| 宣化江路          | 馬思伯樂：保樂、北㳞。                     | 《安南志略》：接特磨道。 |
| 諒州路／諒州江路  | 馬思伯樂：今諒山。                         | 《安南志略》：接左右兩江界。 《越南歷代疆域》指出，黎季犛於1397年（光泰十年），改諒山府（前為諒州）為諒山鎮。 |
| 大黃路／大黃江路  | 馬思伯樂：今儒關，或者兼有寧平。           | |
| 清化府路          | 馬思伯樂：今清化省。                       | 《元史》載：其屬邑更號曰江、曰場、曰甲、曰社。 《元史》又載清化府路管轄地區包括：梁江、波龍江、古農江、宋舍江、茶江、安暹江、分場、古藤甲、攴明甲、古弘甲、古戰甲、緣甲。 《越南歷代疆域》指出，黎季犛於1397年（光泰十年），改清化為清都鎮。 |
| 演州路            | 馬思伯樂：今演州府。                       | 《元史》載演州路管轄地區包括：孝江、多壁場、巨賴社、他袁社。 《越南歷代疆域》指出，黎季犛於1397年（光泰十年），改演州為望江鎮。 |
| 乂安府路          | 馬思伯樂：今乂安省、河靜省。               | 《元史》載乂安府路轄地包括：倍江、惡江、偈江、尚路社、唐舍社、張舍社。 《越南歷代疆域》指出，黎季犛於1397年（光泰十年），改乂安為臨安鎮。 |
| 布政州路          | 馬思伯樂：今廣平省。                       | 《元史》載：今布政乃林邑故地。 《越南歷代疆域》指出，黎季犛於1397年（光泰十年），改新平府（前為布政州）為西平鎮。 |
| 龍興府            |                                            | 《安南志略》載：舊名多岡鄉，陳祖微時，夜過溪橋，既渡，四顧，橋不見矣。未幾，陳氏有國，人號其水曰龍溪，改多岡為龍興。 |
| 天長府            |                                            | 《安南志略》載：舊多墨鄉，陳祖所生地。及其有國，建行宮於此，歲一至，示不忘本，更名曰天長府。 《越南歷代疆域》指出，天應政平年間（1232年─1251年），天長路又分建昌、安暹二路，復改潢江、山南、龍興、快州等路。                                 |
| 長安府            |                                            | 《安南志略》載：本華閭峒，丁部領所生地。五季末，丁氏立國於此。 《越南歷代疆域》指出，黎季犛於1397年（光泰十年），改長安為天關鎮。 |
| 國威州            |                                            | 《元史》載：在羅城南。《越南歷代疆域》指出，黎季犛於1397年（光泰十年），改國威為廣威鎮。 |
| 古州              |                                            | 《元史》載：在北江。 |
| 仙州              |                                            | 《元史》載：古龍編。 |
| 富良州            |                                            | |
| 司農州            |                                            | 《元史》載：一云楊舍。 |
| 定邊州            |                                            | 《元史》載：一云明媚。 |
| 萬涯州            |                                            | 《元史》載：一云明黃。 |
| 文周州            |                                            | 《元史》載：一云門州。 |
| 七源州            |                                            | |
| 思浪州            |                                            | |
| 太原州            |                                            | 《元史》載：一云黃源。 |
| 通農州            |                                            | |
| 羅順州            |                                            | 《元史》載：一云來神。 |
| 梁舍州            |                                            | 《元史》載：一云梁个。 |
| 平源州            |                                            | |
| 光州              |                                            | 《元史》載：一云明蘇。 |
| 渭龍州            |                                            | 《元史》載：一云乙舍。 |
| 道黃州            |                                            | 《元史》載：即平林場。 |
| 順州              | 《越南歷代疆域》：廣治省肇豐縣             | 《越南歷代疆域》指出：相當於占城割讓給陳朝的烏州之地。 |
| 化州              | 《越南歷代疆域》：承天省廣田縣             | 《越南歷代疆域》指出：相當於占城割讓給陳朝的哩州之地。 |

### 科舉

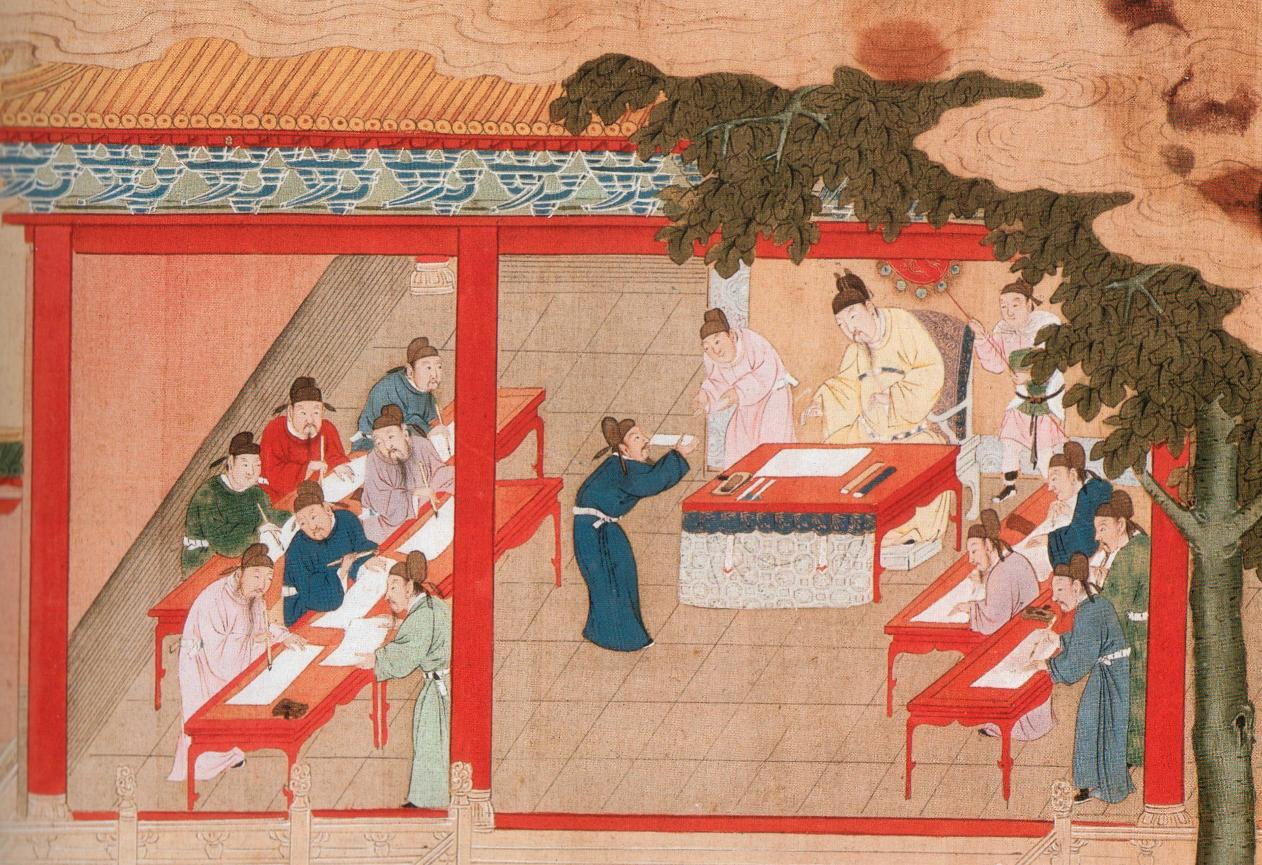
中國式的殿試，為越南陳朝政府所參用

陳朝實行科舉制度，以選拔士人到政府任職。在陳太宗時就對科舉制的模式作出多番調整，1232年（建中八年，七月改元天應政平），開設太學科試（考進士），仿照中國宋朝殿試，錄取進士，按成績高低分為三甲。:3241246年（天應政平十五年），定「大比進士」，以七年為準。:3331247年（天應政平十六年），科舉設立三魁，分別為狀元、榜眼、探花，並開設儒、釋、道三教科試，優者中甲科，次之中乙科。:3241256年（元豐三年）起，在京都昇龍，及清化、義安兩寨分開考試，高中者，分別被稱為「京狀元」和「寨狀元」:338。而科舉考試的內容，則是著重經義，不重詞章。:325

### 文教
陳朝時期，政府致力推廣儒家思想。陳朝政府允許士大夫在國都昇龍設立私學，講授孔、孟之道。在官立學術機構方面，陳朝政府亦相當重視。1253年（元豐三年），陳朝設立國子院，召集國內學者到此，講習《四書五經》等儒家經典，並在國子院裝設孔子、周公及七十二賢像，定期祭祀。
由於陳朝政府透過科舉吸納儒生入仕，儒者便得以在政界活躍。例如儒生出身的學者黎文休，獲陳太宗起用，歷任翰林院侍讀、翰林院學士、兵部尚書，並成為重要史官。:324─325
陳氏朝廷著重修史的工作。1272年（紹隆十五年），由時任翰林院學士的黎文休，編成《大越史記》一書。該書的意義，越南史家陳重金（即陳仲金）指出是「我南國有國史，自此始」。:90

### 刑法
陳朝刑法的內容已多失傳，大致而言是參照中國唐宋法制而成，正如越南阮朝時期學者潘輝注所指出：「李陳刑法，其條貫纖悉，不可復詳，當初校定律格，想亦遵用唐宋之制。」
按《大越史記全書》、《歷朝憲章類誌》等越南史籍的記載，陳朝時頒行的法律條文，有《國朝刑律》（又入作《刑律》，1230年，建中六年頒行）、《徒罪法》（1230年，建中六年頒行）、《勾訟例》（1230年，建中六年頒行）、《刑律諸格》（1244年，天應政平十三年頒行）、《公文格式》（1299年，興隆七年）:378、《名例》（1309年，興隆十七年頒行）、《皇朝大典》（1341年，紹豐元年，紹豐又作紹興）、《刑書》（1341年，紹豐元年，紹豐又作紹興）等等。:420此外，陳朝刑罰的部分內容，亦可見於黎崱《安南志略》當中。
對陳朝法律的評價，潘輝注稱它「刑治最酷，盜及逃亡斮其足指，付其人甘心，或付象蹴殺之，豈是於常律之外，用此嚴刑，以為止盜之禁者歟？」

### 兵制
陳朝兵制，據黎崱所說，是「軍無定籍，選民丁壯者為之」，而各親王亦有權募集軍隊。中央禁軍數量較多，但多不能作戰，造成後來地方上擁有重兵的局面。:327但亦因陳朝的兵額龐大，故此在蒙古帝國（元朝）入侵時，陳氏王朝能調動作戰的軍隊，達二十餘萬之多。:88
陳朝時期的軍隊，曾實行紋身的風俗。陳朝初年，軍士在腹部、背部及兩髀刺上龍形圖案及文字，稱為「采龍」。:3781285年（紹寶七年，九月改元重興），元越戰爭期間，陳朝軍人在手臂上紋上「殺韃」二字。至1323年（大慶十年），陳朝政府下令揀選軍人時，以身型肥，膚色白為上選，故此軍士不再行紋身習慣。:403

### 戶口制度
陳朝按照舊制，規定每年初春之際，全國各村中的社官，須要將村中有多少名文官、武官、書吏、軍士、黃男（丁男）、癃老和殘廢人士，以及移民和流落至該村的人，都開列登記入冊，稱之為「帳籍」。有官爵者，子孫可透過「承蔭」的方式入仕為官；富有而無官爵之人，世代為兵。陳朝早在太宗時開始，便遵行此制，委派官員重修李朝時期的舊帳籍。:657:85

### 稅制
陳朝稅制，分成多個種類，按照百姓及土地擁有者的等級、田地數量、資產開徵。丁稅按田畝擁有數量徵收，有田一至二畝者，每年繳錢一貫；有田三至四畝者，繳錢二貫；有五畝或以上者，繳錢三貫；無田者全免丁稅。土地稅繳納實物，以粟、穀為主，有田一畝者，田主每年繳納一百升。對於民間的池塘，每畝徵穀三升；鹽田則徵錢。其他種類還有：檳榔稅、安息香稅，以及魚、蝦、蔬菜、水果等均開徵稅項。
陳朝又對「公田」徵收農作物。公田分為兩類，一類為國庫田，分為三等徵收穀物，上等田每畝徵穀六石八十升，中等田每畝徵穀四石，下等田每畝征穀三石。另一類為拓刀田（又稱斫刀田，為朝廷賜給有功官員的田），亦分為三等徵收穀物，上等田每畝徵穀一石，中等田每三畝徵穀一石，下等田每三畝徵穀一石。:323

### 貨幣發行
陳朝自立國之初，便注重貨幣的使用規範。1226年（建中二年），陳朝政府規定：民間使用銅錢，以六十九文為一陌；上繳官府的貨幣，以七十文為一陌；以十陌為一貫。同時，陳朝又規定貨幣鑄成一定的重量才能流通，以方便流通。:21其後，隨著商品交易的發展，發行貨幣比李朝時多，錢幣的鑄造工藝、形制亦有所進步，朝著規範化的方向發展，重量漸輕，錢徑漸小，與唐朝統治越南時通行的「開元通寶」和後黎聖宗時鑄造的「洪德通寶」都有相似之處，這反映陳朝貨幣起到了承上啟下的作用。陳朝發行貨幣的基本狀況，是按當時的社會條件而定，並非每位君主都有鑄錢，有的鑄了錢，甚至多次鑄造，版式很多，有的鑄錢很少，甚至沒鑄，這是陳朝商品貨幣經濟發展尚不穩定所致。到陳朝末期，由黎季犛（即胡季犛）執掌大權，下令回收全國銅錢，推出紙鈔，對越南的貨幣制度進行大改革。:24
有關陳朝的鑄幣概況，有如下表。:21－24、121－127
| 君主   | 發行貨幣 | 發行時期                                                  | 貨幣種類 | 形制 | 流通情況                                                                         | 備注 |
| ------ | -------- | --------------------------------------------------------- | -------- | --- | -------------------------------------------------------------------------------- | --- |
| 陳太宗 | 建中通寶 | 建中年間（1225年─1232年）                                 | 銅錢     | 僅一個版式，承襲了李朝貨幣的一些特點，錢文「建中通寶」採用真書，對讀，「建」、「通」、「寶」三字稍大，「中」字稍小。 | 鑄造不多，傳世極少。                                                             | 中國唐德宗皇帝亦鑄有「建中通寶」，但風格與陳朝「建中通寶」截然不同。 |
| 陳太宗 | 政平通寶 | 1233年（天應政平二年）                                    | 銅錢     | 該貨幣為闊緣，錢文小，採用真書，旋讀。 | 鑄量很少，傳世無幾。                                                             | |
| 陳太宗 | 元豐通寶 | 元豐年間（1251年─1258年）                                 | 銅錢     | 主要有兩種，一種為闊緣，錢文「元豐通寶」採用篆書。另一種錢文稍小，採用真書，旋讀。 | 發現的數量很多，採用真書的「元豐通寶」大量出土。                                 | 中國宋神宗亦鑄有「元豐通寶」，在越南亦有發現。宋神宗「元豐通寶」書法極好，製作工整，形狀比陳朝「元豐通寶」稍大。另外還有許多鑄地和鑄造者不詳的私鑄「元豐通寶」。又有一款所謂「虎尾元豐」，「通」字下面的一捺向上翹，其鑄造時間及用意未詳。 |
| 陳聖宗 | 紹隆通寶 | 紹隆年間（1258年─1272年）                                 | 銅錢     | 錢文「紹隆通寶」採用真書，旋讀，有兩款版式，一款為文字稍細小，另一款文字略粗大，錢徑都在24毫米左右，造工不精。 | 鑄造不多。                                                                       | 鑄造不多的原因是陳初數十年間銅料不足。加上後來黎季犛廢棄及回收銅錢，使之殘留無幾。 |
| 陳仁宗 |          |                                                           |          | |                                                                                  | 沒有陳仁宗皇帝鑄錢的文獻記載及實物發現。因陳朝政府須應付對元戰爭，銅料也用於戰事，遂缺乏鑄錢的主觀、客觀條件，因此基本上沒有鑄幣。 |
| 陳英宗 |          |                                                           |          | |                                                                                  | 沒有陳英宗皇帝鑄錢的文獻記載及實物發現。因經歷了對元戰爭，銅料用於戰事，缺乏鑄錢條件，因此基本上仍沒有鑄幣。 |
| 陳明宗 | 大慶鉛錢 | 1323年（大慶十年）                                        | 鉛錢     | | 鑄量很少，沒有實物發現。                                                         | 發行該幣的原因是對元戰爭結束後，社會秩序和商業交易正恢復，必須鑄發新幣，但因戰爭耗盡銅源，便改鑄鉛錢，然而數量很少，而且只發行一年便被廢禁，難於流傳。                                                                                     |
| 陳明宗 | 開泰元寶 | 開泰年間（1324年─1329年）鑄行。最早應在1325年（開泰二年） | 銅錢     | 主要有兩款版式，一款是背面有「陳」字，闊緣，錢文「開泰元寶」字小，對讀，採用真書。另一款是光背（即背面無字），錢文亦對讀及採用真書。這款版式又可分為大字版、小字版等多款。 | 該貨幣是陳朝鑄造較多的貨幣，但至今仍不多見，原因是後來戰亂頻繁及黎季犛回收銅錢。 | |
| 陳憲宗 |          |                                                           |          | |                                                                                  | 沒有陳憲宗皇帝鑄錢的文獻記載及實物發現。 |
| 陳裕宗 | 紹豐元寶 | 1341年（紹豐元年）                                        | 銅錢     | 版式很多，可分為四款。第一款的錢文「紹豐元寶」對讀，小字，採用楷書，寬緣。背面的上部和下部鑄有「十五」二字，可能是鑄造時間。第二款錢文對讀，字稍大，採用真書，光背。第三款的錢文對讀，布局勻稱，採用行書，錢緣稍寬，光背，造工精美。第四款的錢文對讀，「紹豐」二字為楷書，「元」字為篆書，「寶」字為隸書，此款又被稱「雜書紹豐錢」。                       | 版式雖多，但鑄量很少，傳世亦極少。                                               | 陳裕宗紹豐年間，陳朝仍是繁榮景象，農業、手工業、水陸交通及商業均有所發展，陳朝政府便因應環境而造幣。 |
| 陳裕宗 | 紹豐通寶 | 1342年（紹豐二年）至1357年（紹豐十七年）                  | 銅錢     | 已發現的版式有接近二十種。大體而言，「紹豐通寶」風格與「紹豐元寶」相似，錢文對讀，字體或粗或細、或大或小，可分為狹緣大字、狹緣小字、闊緣小字、闊緣大字等版式，絕大部份都採用真書。但與「紹豐元寶」相比，「紹豐通寶」製作較粗糙，錢面布局不勻稱，顯得呆板。還有一些版式，如一款的錢文採用行書，造工草率，另有一款背面的穿孔上方有一「陳」字，以記王朝姓氏。 | 在1342年至1357年多次鑄造，版式亦多。                                             | 陳裕宗的「紹豐元寶」與「紹豐通寶」版式之多，開越南貨幣發展的先河。另外，此兩款貨幣並存，亦是越南貨幣史的新特點。 |
| 陳裕宗 | 大治元寶 | 1358年至1359年（大治元年至二年）                          | 銅錢     | 版式有多款，相當繁雜，根據錢文「大治元寶」的書法大致有採用真書、行書、草書、篆書、雜書等。錢文排列有對讀和旋讀。錢緣亦有多款，有為狹緣小字、狹緣大字、闊緣大字等等。各個版式有一共通點，就是均為光背。 | 鑄造時間較短。                                                                   | 與「大治通寶」並存。 |
| 陳裕宗 | 大治通寶 | 1360年（大治三年）開始鑄造                                | 銅錢     | 版式有多款，大多數是錢文「大治通寶」對讀，少數為旋讀。風格與「大治元寶」幾乎相同，並且有與之對應的版式，有真書、草書、行書、篆書、雜書等。錢背也是光背。 | 鑄造時間較長。                                                                   | 裕宗時期的大量鑄錢，錢幣研究者認為除商業發展需要外，還有其他因素：一時長期對外戰爭，需要鑄錢支付軍費；二是陳朝自裕宗起公開賣官鬻爵，需要錢幣支付；三是賭錢成風，賭場上需要大量錢幣；四是統治貴族為斂財，而聚集錢幣。                       |
| 楊日禮 | 大定通寶 | 大定年間（1369年六月至1370年十一月）                      | 銅錢     | 錢文「大定通寶」對讀，採用雜書，「定」字最後一捺出頭，「寶」字篆書。錢緣稍寬，厚薄適中，光背。 |                                                                                  | 該貨幣有一款既小又薄，為後人仿鑄，被稱為「水上漂」錢。 |
| 陳藝宗 |          |                                                           |          | |                                                                                  | 沒有陳藝宗皇帝鑄錢的文獻記載及實物發現。 |
| 陳睿宗 |          |                                                           |          | |                                                                                  | 沒有陳睿宗皇帝鑄錢的文獻記載及實物發現。 |
| 陳廢帝 |          |                                                           |          | |                                                                                  | 沒有陳廢帝鑄錢的文獻記載及實物發現。 |
| 陳順宗 | 通寶會鈔 | 1396年（光泰九年）                                        | 紙幣     | 沒有發現實物，對其形狀、尺寸、紙質、印製技術已無法考證。可以知道它有七種面額：十文、三十文、一陌、二陌、三陌、五陌、一緍。各種面額上有不同圖案，十文券上繪有水藻植物；三十文券上繪有水紋波浪；一陌券上繪有雲彩；二陌券上繪有神龜；三陌卷上繪有麒麟；五陌券上繪有鳳凰；一緍券上繪有飛龍。這是參考元、明的紙鈔製成。                                         |                                                                                  | 「通寶會鈔」是陳末掌權者黎季犛主持改革時所發行，因陳末統治岌岌可危，銅料不足，黎季犛便效法中國元、明等王朝的紙鈔制度，使用「通寶會鈔」。該鈔幣因年代久遠、經歷戰亂，後黎朝初年又大規模加以清徐，現在尚無實物發現。                         |
| 陳少帝 |          |                                                           |          | |                                                                                  | 沒有陳少帝鑄錢的文獻記載及實物發現。 |

## 社會經濟文化

### 農業
越南經歷李朝的大動亂後，陳朝立國之初，生產力得到迅速恢復，私人和政府都進行墾荒工作，擴大農田面積。陳朝政府推出措施，務求刺激農業，如設置官員以督促墾荒及管理莊園、讓貴族人員召集奴婢到沿海地區開墾，使紅河三角洲一帶建立起遼闊的田莊。陳朝又致力築堤防洪，興修水利，為農業發展做出貢獻。
陳朝在農業技術已相當發達，深耕和增加複種指數的能力已達高水平。當時的平原地區，每年稻米收成可達四次之多。除種稻外，陳朝農產品數量增多，有各種雜糧、種桑養蠶，以及不少家庭都有果園，種植各種熱帶水果。:211－212

### 工商業
工商業在陳朝時期有所進步。在農村當中，出現了專門生產特定產品的手工業村，如麻雷村專門生產斗笠，被稱為「麻雷笠」。國都昇龍因發展需求而擴大，皇城外的人民居住區分成六十一個「坊」，在這裡有集市、手工業作坊和進行貿易的街道。水陸交通得到整治和擴大，運輸工具以船舶為主，航行於河流和海洋，船隻有30人至100人搖櫓，航運速度高。在金融方面，貨幣單位由政府劃一規定，現金的用途亦被增強，如人頭稅、桑田稅、鹽田稅等稅項，都開始用現金繳納。:212－213

### 經濟剝削的加劇
陳朝在蒙越戰爭後，朝廷因要鞏固其統治地位，故此把大片土地封給有功之臣及王侯，使采邑制擴大發展，據越共學者指出這是「把人民的鬥爭和建設的成果據為己有」。如受封為侯的阮蒯，其封地為快路，相當於一個縣。擔任戎務參贊的范悟也被封賜土地八十畝。而貴族從農民奪得的土地，有時比獲封的土地更多，因此一些王侯贈與寺院的土地，可達千畝之多。而人民則常被貴族奪佔土地，而且必須繳納重稅，服勞役及兵役。
高利貸亦於陳朝時期發展。當時法律，允許債主拘禁欠債者，或強迫欠債者以賣身抵債。官場貪污賄賂和搜刮民財的風氣盛行，越共學者猛烈抨擊那已被「看成是一種自然的合法行為」。陳朝的經濟剝削與壓迫，最終使到經濟停滯和社會矛盾變得尖銳，陳朝政局亦於14世紀初開始逐漸沒落。:252－254

### 佛、老、儒三教發展
陳朝時，佛教仍受到推崇，政府曾多次開法法事道場，在印行佛教典籍及佛像繪畫，以使佛教教義流傳給國內民眾。:327─328
陳朝諸帝及貴族當中，有不少曾參與佛教事業陳太宗曾從來自中國的臨濟宗天封禪師參學，後來其學說輾轉傳至貴族出身的慧忠，在其封邑（在今海陽省）修禪授徒，陳仁宗便是其中之一。陳仁宗於1293年（重興九年，三月改元興隆）禪位給陳英宗後，擔任上皇，並出家為僧，後世記載他「出家脩行，刻苦精進，慧解超脫，為一方祖師」，稱號有「調御覺皇」、「香雲大頭陀」及「竹林上士」等，門下弟子眾多，遂開創竹林禪派，尊臨濟義玄為祖，主張佛法即是老子的「道」，亦為孔子所說的「中庸」，並提倡「三教合一」。竹林禪派亦成為陳朝的官方佛教。陳英宗也奉行佛教，並率先受菩薩戒，朝廷上下遂多效法。1314年（興隆二十二年，三月改元大慶），英宗禪位給陳明宗後，擔任上皇，跟隨著名僧人法螺大師鑄造佛像和印經。陳明宗亦從事佛教活動，願做佛寺大師，但因忙於政務，須要時常出任朝廷。陳憲宗從父親陳明宗學習佛經，常遊覽國內名寺，批准刊刻佛經，他本人常到寺院念經拜佛，參予佛事。陳順宗於1396年（光泰九年）被黎季犛強迫退住後，亦前往保清官（在清化省）出家為僧。到陳朝末年，朝廷著重儒學道學，才限制了佛教勢力發展，沙汰僧徒。:327-329

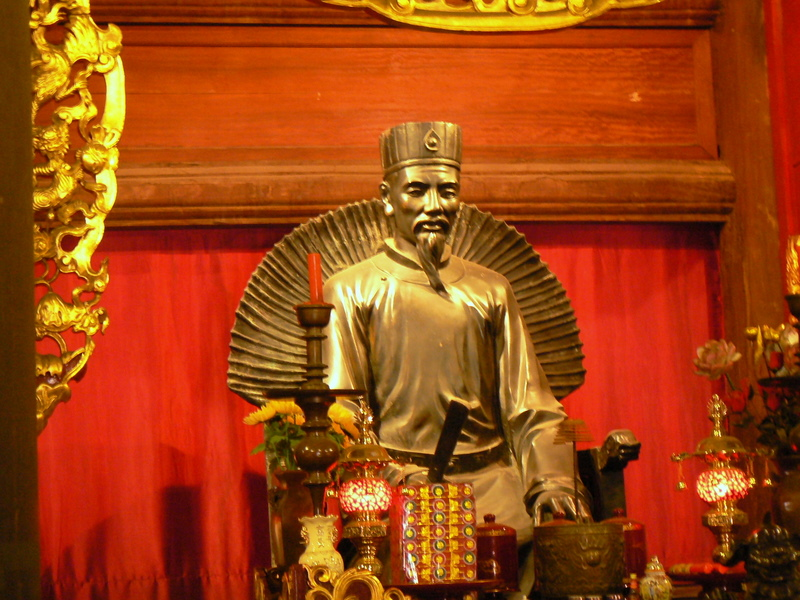
陳朝時期儒學家朱文安像

陳朝時期由於政府推動儒學，使之得到長足發展。當時儒士階層人數漸多，他們在越南的政治及文化思想方面，漸漸取代佛教僧侶的地位，獲任朝廷要職及承擔文學創作。陳朝時期較重要的思想家，如朱文安、黎文休、阮詮等人亦屬儒士階層，使儒學大力發展。因儒學和佛教開始發生衝突，儒家學者黎文休、黎括、張漢超等，對佛教進行嚴厲批判排斥，使佛教的優勢逐漸減弱，其重要地位遂讓給儒家。:248－249

### 文學
陳朝時期的文學，特別是漢文文學達到興盛階段，中國學者龐希云指出其原因有四點，一是陳朝政府實行漢文化教育，如設國學院、設立科舉等措施；二是皇帝及統治階級人士，如陳太宗、陳聖宗、陳明宗、陳藝宗等，都喜好漢文文學，並加以推動；三是外來文化的補給，如佛教文化的輸入，以及對外戰爭使創作技巧更為豐富；四是有詩人群體、詩會的出現，創作範例得以整合，對漢文學亦產生影響。
陳朝的詩學，因自太宗受中國宋代的禪宗影響後，使李朝以來的禪詩得到延續及發展。學者王曉平指出當時陳朝「各代國君，崇信禪宗，又特好題詠，於是佛徒賦詩，詩帶禪語」。太宗本人著有禪詩《寄清風庵僧德山》及佛學典籍《課虛錄》等作品。陳仁宗（竹林禪派開創者）撰有《大香海印詩集》，為收錄佛教文學的詩集。到儒學倡盛後，禪詩亦有所改變。僧人玄光（約1284年─1364年，竹林禪派第三代）自少學儒，十九歲出家為僧，他的詩著如《泛舟》裡寫道「水艇乘風泛渺茫，山青水綠又秋光，數聲漁笛蘆花外，月落波心江滿霜」，詩中的禪趣含而不露，在當時禪語充斥的僧侶詩中別有一番詩趣。陳朝宗室愛山的創作，也不道禪語，但營造了禪儒幽居、焚香澆茶、吟詩誦經的氛圍。陳朝不少將領、士大夫也投入詩作，使陳朝漢詩文學題材更廣泛。外交家兼軍事家范師孟為邊塞詩的代表人物，詩作有《關北》、《上嶅》、《桄榔道中》等，因他運用了親身經歷為素材，突顯了邊塞詩的豪邁之風。興道王陳國峻的孫子陳光朝（約1285年／1287年─1325年）為「碧洞詩社」的代表人物，詩作有《舟中獨酌》，意境清幽靜寂，反映了格調高雅，蕭索中透出精致的風格。儒學重要人物朱文安（1292年─1370年），其創作用詞精當、語意含蓄、風格雋永，他留傳下來的漢詩有十二首。此外還有阮忠彥（1289年─1370年）、阮飛卿（1355年─1428年）等詩人，他們的詩被後世的《全越詩錄》所收錄。
陳朝的散文，較重要的人物有張漢超、莫挺之、胡宗鷟等。張漢超（？─1354年）曾參與抗元戰事，《白藤江賦》為其代表作品，文中展現了白藤江上的幾次著名戰役，歌頌越南的民族英雄，後世學者認為它對仗工整，用典用事妥貼，借古言今，為諷時事，以明大道，在波瀾壯闊的行文中，或抒情，或議論，慷慨陳詞，氣吞如虎，為賦中的精品。莫挺之（約1272年─約1346年）的《玉井蓮賦》，被稱為可與宋人周敦頤的《愛蓮說》相媲美。此外，陳朝還有軍事作品的出現，如陳國峻的《檄將士文》、《兵書要略》、《萬劫宗秘傳書》等，:244當中的《檄將士文》生動地體現了愛國主義和英雄主義，故亦被越南後世視為代表性的文學作品之一。:247
神話傳說類的漢文作品，亦於陳朝出現，如《粵甸幽靈》（現存最古的版本稱為《粵甸幽靈集錄》）。據它的《序》所記錄，作者是官員李濟川，著於「皇陳開祐元年」（1329年），其編撰原因是當時越南的神靈信仰甚多，但有關事跡甚少紀錄，而諸神在人們心中的品級、種類也有不同，為免將來遭到混淆，便蒐集有關資料，編集成書。後世學者指出它具有相當重要性，與另一部漢文作品《嶺南摭怪》同屬神話傳說的名著，其編寫的時代早，流傳也廣泛，常為其他書籍所引用。
除漢文文學外，喃文（以字喃寫成的文章）亦得到發展（詳情見下）。

### 字喃的使用
字喃在陳朝時期，已成為一種基本上具備一定社會交際功能的文字而受到應用。據史籍記載，較早的一次使用是在1282年（紹寶四年），瀘江地區因有鱷魚為患，朝廷命刑部尚書阮詮（因獲賜姓韓，又作韓詮）撰寫文章（後世稱為《祭鱷魚文》），投入江中，鱷魚便即離去，於是越南的「賦詩多用國語實自此始」。字喃及喃文（以字喃寫成的文章）在陳朝的發展，具有歷史作用，越共學者指出是「體現了我國（指越南）人民為指高越南語的地位和發展民族文化所作的努力。這是一個在文化領域中的民族精神和獨立意識的新的表現」。:247－248

### 史學

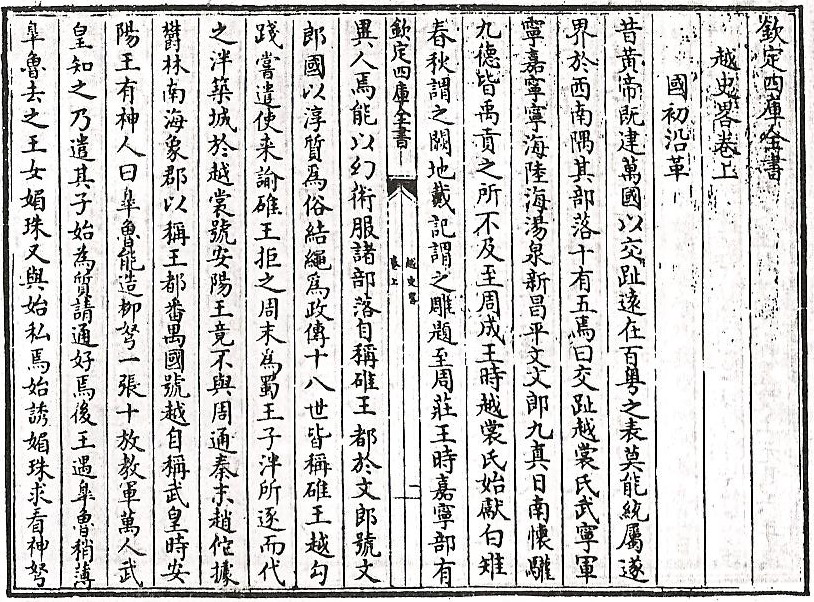
陳朝時期史籍《越史略》

越南的史學受中國所影響，於陳朝時，成立了「國史館」，陳太宗又命史官黎文休寫成《大越史記》（三十卷，原書已佚），該書仿照漢代司馬遷編寫《史記》的方式，在敍述事件後加入「黎文休曰」的評論語。到14世紀後期，史官寫成《越史略》（三卷，原題《大越史略》，作者不詳），該書為現存越南最古老的編年史之一。而在蒙越戰爭時投降元軍的越南人黎崱，在1330年代於中國寫成《安南志略》（原書二十卷，現存十九卷），該書較有系統地，闡述了越南從遠古至陳朝的歷史，以及地理、物產、風俗、制度、中越關係等方面的資料。:361-362

### 科技
陳朝時的科技，在軍事技術、天文、曆法、醫學等方面取得相當的成就。在軍事技術上，陳朝晚期的軍隊使用火藥及火炮，如在1390年（光泰三年）對占城國之戰中，越軍以火銃擊斃占王制蓬峩。在天文方面，山明縣人鄧路製造「搖擺儀」，用以測定氣象。在曆法方面，陳元旦研究了14世紀（陳朝中期）以前的曆法，編撰《百世通考》一書，記載日蝕、月蝕、時令以及星座的位置。在醫學方面，13世紀的蒙越戰爭中，陳朝政府為治療軍民的傷病，設立了太醫院，名將陳國峻在萬劫撥地，專門種植草藥，後世稱之為「藥山」。14世紀時，錦暘縣（海興）人阮伯靜致力研究草藥學，為人治病，並撰有《南藥神效》一書，書中提到了580款南藥，和以用治療184種疾病的3873條藥方。:249－250此外，陳朝因與元朝的頻繁交往，中國的曆法及醫學亦傳入越南，產生影響（見下文與蒙古及元朝關係）。

### 藝術
越南藝術在陳朝時取得發展。在工藝品方面，著名的有廣寧省东潮县發現的蓮花型金盒。據越南專家鑑定，該文物製造於14世紀上半期，以黃金製成，形狀如一朵盛開的蓮花，具有藝術價值，被視為能「體現越南宮廷用品的特徵」。。在建築藝術方面，陳朝建築物具特色的雕刻技巧。這些雕刻藝術繼承自李朝時期，但表現得更為豪放、健康和寫實。在普明寺（位於南定）木門上雕刻的龍圖案，軀體茁實，四周的裝飾則與現實世界相似。陳守度陵墓（位於太平省興河）中，有一頭石虎裝飾，該石虎造型是躺著休息，全身肌肉凸起，足部與尾部都為壯實的立體形象。位於立石縣的普明塔和平山塔，都是陳朝較有價值的建築物，平山塔高十一層，用磚頭和紅土建成，布局嚴密對稱，以浮雕的方式作裝飾。泰樂寺（在文林縣）的木刻，以仙女和演奏者為主題，筆劃精煉而生動。:251

### 體育

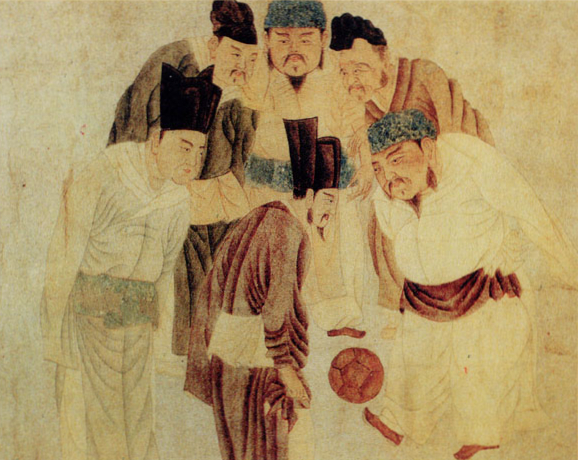
源自中國的蹴踘亦為越南陳朝流行的運動之一

陳朝時的體育呈多樣化，據黎崱《安南志略》記載，當時有「拋接繡團毬」、「衆鬬」、「勇夫與兒孺搏」、「馬上擊毬」、「蹴踘」、「角鬬」等各項運動。越共學者指出，尚武性質的運動如摔跤、鬥棍、打秋千、抽陀螺等，在陳朝得以普及，那是由於陳朝遇上外來侵略，民眾為了抵抗而需要鍛煉身體。具專業性質的體育隊，亦於陳朝出現於國都昇龍。:252

## 自然史及災害
陳朝的領土範圍為越南北、中部地區，特別是北部的紅河三角洲，時有洪水發生。為此陳朝政府相當重視防治洪水。據越南學者阮志堅指出，陳朝動員百姓修堤築壩，比以往更有組織性，規模更大，如太平省地區修築的紅河堤，就長21公里。但同時有另一負面影響，就是會發生决堤。據《大越史記全書》，陳朝有多次洪水，當中不少更與决堤有關，發水洪水的年份有：1236年、1238年、1241年、1243年、1245年、1255年、1265年、1268年、1270年、1274年、1277年、1285年、1290年、1307年、1310年、1319年、1320年、1333年、1336年、1338年、1348年、1351年、1352年、1360年、1378年、1382年和1393年。
風暴在陳朝時多次吹襲越南，有時夾襲大雨。出現暴風的年份有：1232年、1245年、1258年、1262年、1263年、1298年、1311年、1338年、1369年、1390年和1393年。但陳朝時期亦多次發生旱情，這些年份有1241年、1242年、1268年、1269年、1289年、1301年、1315年、1324年、1326年、1343年、1345年、1348年、1355年、1358年、1362年、1374年、1379年、1392年和1393年。此外，自然災害還有地震，出現在1240年、1247年、1263年、1269年、1271年、1277年、1278年、1300年、1335年、1355年和1393年。陳朝饑荒次數亦有多起，發生於1268年、1290年、1291年、1301年、1320年、1333年、1343年、1344年、1354年、1362年和1379年。
因應多次災害，陳朝政府採取賑濟或安撫民眾的措施，當中包括錄囚、大赦、寬減租稅、發贈粟物糧食等等。據《大越史記全書》，陳太宗時期的應災撫民措施有錄囚並大赦一次（1242年）；陳聖宗時期有大赥一次（1265年）、錄囚一次（1269年）；陳仁宗時期有發粟賑民及免人丁稅一次（1290年）；陳英宗時期有錄囚一次（1301年）；陳裕宗時期有錄囚兩次（1345年、1362年）、寬減租稅兩次（1343年、1354年）、發贈糧食兩次（1358年、1362年）。
關於陳朝時期的自然史及災害情況，列於下表。
| 年份                           | 現象種類       | 情況                                                                 | 朝野反應及對策 |
| ------------------------------ | -------------- | -------------------------------------------------------------------- | --- |
| 1232年 建中八年                | 氣候、疫病     | 八月，暴風，民間疫癘，多有死者。                                     | |
| 1236年 建中五年                | 水文           | 六月，大水，决麗天宮。                                               | 朝中貴族須乘船入朝。 |
| 1235年 天應政平四年            | 氣候           | 正月，雷震城内三十處。                                               | |
| 1238年 天應政平七年            | 水文           | 秋七月，大水决賞春宫。                                               | |
| 1240年 天應政平九年            | 氣候           | 秋七月，暴風大雨水。                                                 | |
| 1240年 天應政平九年            | 地質           | 地震。                                                               | |
| 1241年 天應政平十年            | 氣候           | 夏四月，旱災。                                                       | |
| 1241年 天應政平十年            | 地質           | 各處山崩，椰市地裂。                                                 | |
| 1241年 天應政平十年            | 水文           | 秋八月，大水。                                                       | |
| 1242年 天應政平十一年          | 氣候           | 六月，旱。                                                           | 朝廷錄囚，大赦。秋七月，雨，免田租之半。                                                                                              |
| 1243年 天應政平十二年          | 水文           | 八月，大水，大羅城（國都昇龍）决堤。                                 | |
| 1245年 天應政平十四年          | 水文           | 八月，大水，清潭堤決堤。                                             | |
| 1245年 天應政平十四年          | 氣候、水文     | 十二月，暴風大雨三日，江水漲溢，蛇魚多死。                           | |
| 1247年 天應政平十六年          | 地質           | 四月，地震。                                                         | |
| 1249年 天應政平十八年          | 氣候           | 七月，大雨雹。                                                       | |
| 1255年 元豐五年                | 水文           | 八月，大水。                                                         | |
| 1256年 元豐六年                | 氣候           | 五月，雷震天安殿，又震太清宫，天尊像仆地，折一指。                   | |
| 1258年 紹隆元年                | 氣候           | 八月，暴風，報天塔頂崩落。                                           | |
| 1262年 紹隆五年                | 氣候           | 十二月，大風雨。                                                     | |
| 1263年 紹隆六年                | 水文           | 二月，雨雹。                                                         | |
| 1263年 紹隆六年                | 地質           | 三月，大震天安殿。                                                   | |
| 1263年 紹隆六年                | 疫病           | 九月，疫作。                                                         | |
| 1263年 紹隆六年                | 氣候           | 十二月，暴風大雨。                                                   | |
| 1265年 紹隆八年                | 水文           | 七月，大水决機舍坊。人畜多溺死。                                     | 朝廷大赦。 |
| 1268年 紹隆十一年              | 氣候           | 六月，大旱。                                                         | |
| 1268年 紹隆十一年              | 水文           | 七月，大水。                                                         | |
| 1268年 紹隆十一年              | 食糧供應       | 大饑。                                                               | |
| 1269年 紹隆十二年              | 地質           | 五月，地裂。                                                         | |
| 1269年 紹隆十二年              | 氣候、食糧供應 | 六月，旱災。                                                         | 朝廷錄囚。雨。七月，民眾始得耕種。 |
| 1269年 紹隆十二年              | 水文           | 八月，大水。                                                         | |
| 1269年 紹隆十二年              | 食糧供應       | 十月，農作物少熟。                                                   | |
| 1270年 紹隆十三年              | 水文           | 七月，大水。京師街巷多以舟筏行。                                     | |
| 1271年 紹隆十四年              | 地質           | 二月，朔，地震。                                                     | |
| 1273年 寶符元年                | 氣候           | 三月十九日，雷震大興門外七處。                                       | |
| 1274年 寶符二年                | 水文           | 七月，大水。                                                         | |
| 1277年 寶符五年                | 地質           | 五月，大水。                                                         | |
| 1277年 寶符五年                | 地質、食糧供應 | 地裂七丈（地點不詳），畜産魚虫多死。                                 | |
| 1278年 寶符六年                | 食糧供應       | 夏，田禾不熟。                                                       | |
| 1278年 寶符六年                | 天文           | 六月，有大星南流隕海中，小星千餘遀之，聲如雷，數刻乃已。             | |
| 1278年 寶符六年                | 地質           | 八月，地震三度，牛畜死。                                             | |
| 1280年 紹寶二年                | 食糧供應       | 十月，農作物大熟。快路、茶橋田禾兩穗。                               | |
| 1283年 紹寶五年                | 氣候           | 大雨雹。                                                             | |
| 1284年 紹寶六年                | 地質           | 二月，社壇地裂，長七尺，廣四寸，深不可測。                           | |
| 1285年 紹寶七年                | 水文           | 六月六日，大水。                                                     | |
| 1285年 紹寶七年                | 地質           | 九月，報天寺碑折為二杲，山崩。                                       | |
| 1289年 重興七年                | 氣候           | 六月至冬十月，旱。                                                   | |
| 1290年 重興六年                | 水文           | 四月，蘇歷江逆流。其江有大雨，水則退漲而逆流。                       | |
| 1290年 重興六年                | 食糧供應       | 大饑。米 三升 直錢一鏹，民多賣田土及賣男女為人奴婢，每人直錢一鏹。。 | 政府發官粟賑給貧民，免人丁税。 |
| 1291年 重興七年                | 食糧供應       | 大饑，途多餓死。                                                     | |
| 1296年 興隆四年                | 食糧供應       | 農作物大熟。                                                         | |
| 1298年 興隆六年                | 氣候           | 九月，暴風大雨。                                                     | |
| 1300年 興隆八年                | 地質           | 春正月二十七日，地震者三，自申至子止。                               | |
| 1301年 興隆九年                | 氣候           | 四月，旱災。                                                         | 錄囚。雨。 |
| 1301年 興隆九年                | 食糧供應       | 大饑。                                                               | |
| 1307年 興隆十五年              | 水文           | 九月，大水，決耽耽堤。                                               | |
| 1307年 興隆十五年              | 食糧供應       | 是歲農作物大熟，禾三十結，直七十錢。                                 | |
| 1310年 興隆十八年              | 水文、食糧供應 | 是歲大水，饑。                                                       | |
| 1315年 大慶二年                | 氣候           | 六月，旱。                                                           | |
| 1315年 大慶二年                | 蟲害           | 九月及十月，蝗災。                                                   | |
| 1319年 大慶六年                | 地質           | 四月，凍林東天王津崩十丈。                                           | |
| 1319年 大慶六年                | 水文           | 大水。                                                               | |
| 1320年 大慶七年                | 水文           | 六月，大水。                                                         | |
| 1320年 大慶七年                | 氣候           | 八月，暴風。                                                         | |
| 1320年 大慶七年                | 食糧供應       | 十二月，饑。                                                         | |
| 1321年 大慶八年                | 食糧供應       | 二月，米小升直錢一鏹。                                               | |
| 1321年 大慶八年                | 食糧供應       | 夏，田禾大熟。                                                       | |
| 1324年 開泰元年                | 氣候、蟲害     | 此年旱、蝗二災，牛畜多死。                                           | |
| 1326年 開泰三年                | 氣候           | 二月至六月，不雨。                                                   | |
| 1327年 開泰四年                | 氣候           | 五月，雷震陵寢。                                                     | |
| 1331年 開祐三年                | 氣候           | 大風雨。                                                             | |
| 1333年 開祐五年                | 水文           | 七月，大水。                                                         | |
| 1333年 開祐五年                | 食糧供應       | 大饑。                                                               | |
| 1335年 開祐七年                | 地質           | 十二月，地震。                                                       | |
| 1336年 開祐八年                | 水文           | 秋七月，大水。                                                       | |
| 1337年 開祐九年                | 氣候           | 六月五日，雷震瑞章殿遏雲亭。                                         | |
| 1338年 開祐十年                | 水文           | 八月，大水。                                                         | |
| 1338年 開祐十年                | 氣候           | 十月，大風，房屋木樹多倒壓者。                                       | |
| 1343年 紹豐三年                | 氣候           | 五月、六月，旱災。                                                   | 朝廷減免此年一半人丁稅。 |
| 1343年 紹豐三年                | 食糧供應       | 是歲凶荒（饑荒）。                                                   | 民多為盜，王侯家奴尤甚。 |
| 1344年 紹豐四年                | 食糧供應       | 是歲凶荒（饑荒）。                                                   | 人民多為出家為僧，及為貴族世家奴婢。                                                                                                  |
| 1345年 紹豐五年                | 氣候           | 四月、五月，旱。                                                     | 朝廷錄囚、減雜犯罪。 |
| 1348年 紹豐八年                | 氣候           | 五月，旱災。                                                         | |
| 1348年 紹豐八年                | 水文           | 七月，大水。                                                         | |
| 1351年 紹豐十一年              | 水文           | 七月，大水。                                                         | |
| 1352年 紹豐十二年              | 水文、食糧供應 | 七月，大水泛溢，鉢塊堤決堤，快州、洪州、順安等處禾穀被淹浸。         | |
| 1354年 紹豐十四年              | 食糧供應       | 此年饑荒。                                                           | 民間有盜賊自稱興道王陳國峻外孫，勾結逃亡奴隸劫掠諒江、南策等地。                                                                      |
| 1354年 紹豐十四年              | 蟲害           | 九月，蝗災。                                                         | 朝廷減免一半田租。 |
| 1355年 紹豐十五年              | 地質           | 二月，茶鄉聖主山崩。地震。                                           | |
| 1355年 紹豐十五年              | 氣候           | 三月至六月，旱。                                                     | |
| 1355年 紹豐十五年              | 氣候           | 七月，大雨水。                                                       | |
| 1355年 紹豐十五年              | 氣候           | 九月，雷震朝元門及左右掖門。                                         | |
| 1355─1357年 紹豐十五至十七年   | 食糧供應       | 米一升直錢一陌，持續兩年。                                           | |
| 1358年 大治元年                | 氣候、食糧供應 | 三月至七月，旱災，蟲魚多死。                                         | 八月，朝廷勸諭各地富家捐粟賑濟貧民，地方官員按其所捐多少給錢補貼。 在民間，吳陛以「賑救貧民」的名義在安阜山起事，攻佔天寥、至靈等地。 |
| 1359年 大治二年                | 氣候、食糧供應 | 八月二十七日至 九月三日 ，大雨，水漂民居舍，禾穀淹浸。               | |
| 1360年 大治三年                | 水文           | 七月，大水。                                                         | |
| 1362年 大治五年                | 氣候           | 五月，雷震天安殿。                                                   | |
| 1362年 大治五年                | 氣候           | 五月至七月，旱。                                                     | 錄囚。其後降大雨。下令免除此年全國一半稅項。                                                                                          |
| 1362年 大治五年                | 食糧供應       | 八月，大饑。                                                         | 朝廷下令富家捐粟以賑貧民，可獲賜各種爵銜。                                                                                            |
| 1362年 大治五年                | 疫病           | 九月，民有疾疫。                                                     | 朝廷賜與各種藥品及錢米。 |
| 1362年 大治五年                | 地質           | 十月，天健山崩。                                                     | |
| 1369年 大治十二年 六月改元大定 | 氣候           | 六月十日，大雨暴風。                                                 | |
| 1374年 隆慶二年                | 氣候           | 五月、六月，旱災。                                                   | |
| 1378年 昌符二年                | 氣候           | 七月，大水。                                                         | |
| 1379年 昌符三年                | 氣候、食糧供應 | 夏，旱，大饑。                                                       | |
| 1382年 昌符六年                | 水文           | 七月，大水。                                                         | |
| 1390年 光泰三年                | 氣候           | 六月二十五日，暴風，大雨水。                                         | |
| 1392年 光泰五年                | 氣候           | 四月，旱災。                                                         | |
| 1393年 光泰六年                | 氣候           | 六月，旱。                                                           | |
| 1393年 光泰六年                | 氣候           | 七月，暴風，大雨。                                                   | |
| 1393年 光泰六年                | 地質、水文     | 八月，地震，大水。                                                   | |
| 1393年 光泰六年                | 蟲害           | 九月，蝗災。                                                         | |

## 對外關係

### 與南宋關係
中國南宋是越南陳朝的北鄰，自陳朝立國後，便成為南宋的朝貢國。從《安南志略》、《宋史》、《大越史記全書》等中越典籍可知，陳朝立國之初便與南宋有多次使節往來。1229年（建中五年），陳朝遣使到宋入貢，宋廷封陳太宗（又稱作陳日煚）為「安南國王」:324。1258年（元豐八年，三月改元紹隆），亦即蒙古首次攻越之後不久，南宋派使到陳朝，提醒要「申飭邊備」，做好國防措施。1261年（紹隆四年），陳朝向宋進貢大象。1262年（紹隆五年），陳朝遣使到宋，宋朝封陳太宗為「安南國大王」、加食邑，封陳聖宗（又稱作陳威晃）為「安南國王」，又賞賜金帶、器幣、鞍馬等物品。1269年（紹隆十二年），宋廷賜陳太宗、聖宗加食邑。1272年（紹隆十五年），宋廷賜陳太宗、聖宗加食邑和鞍馬等物。南宋與陳朝之所以關係友好，據中國學者郭振鐸、張笑梅指出，是由於13世紀時蒙古帝國（元朝）崛起，並於1253年（元豐三年 ) 滅中國西南的大理國，成為越宋兩國的強大威脅，因此互為協助，「陳朝和南宋必須通好，雙方使節交接頻繁。」:325
由於朝貢關係，陳朝每次遣使入宋朝貢，都會獲得宋廷的賞賜，其中包括金、銀和錢幣。從現今的出土文物可知，錢幣是南宋流入陳朝境內的重要物品之一，分布很廣，各種年號錢均能在越南各地找到。:26
位於大越以北的南宋於1279年（紹寶元年）被元朝攻滅，在此前後，不少宋人為逃避戰亂和不願屈服元朝而流亡到大越。1274年（寶符二年），有一批宋人「以海船三十艘裝載財物及妻子，浮海來」，投奔大越，陳朝政府在國都昇龍的街坊（又作街姰坊）專門安置這批人士。南宋亡後，更有遺民到越，為陳朝效力，對抗元朝入侵，例如宋人趙忠，於1285年（紹寶七年，九月改元重興）的戰事中協助立功:360。

### 與蒙古及元朝關係
蒙古帝國攻滅大理國後，成為越南陳朝鄰國，並以其強大的軍事實力威脅陳朝國防，正如後世越南史家陳重金（即陳仲金）所分析：「蒙古人凶狠好戰戰，個個善於騎射。軍隊常是騎兵，組織嚴密，隊伍秩序井然，人人善戰。」:88在13世紀的中晚期，蒙古（元朝）對陳朝進行三次征伐。
第一次爆發於1257年（元豐七年），蒙古派使團到越，要求陳朝臣服，但被陳太宗所拒，還拘留蒙古來使。該年十二月，元軍將領兀良合䚟（又作兀良合台）攻入越境，向國都昇龍進發，陳太宗親自率兵抵抗。在雙方初交鋒時，蒙古軍佔較大優勢，《安南志略》記載：「國主陳王（指陳太宗），遣士卒乘象迎敵。時大帥（即兀良合䚟）子阿朮，年十八，率善射者射其象；象驚奔，反蹂，其衆大潰。」陳朝君臣退至天幕江（在今興安省東岸縣），而蒙古軍攻入昇龍後，找到之前派出的使團人員，其中一人死亡，蒙古軍便悍然屠城。但逗留九日後，蒙古軍因不適應越南的「氣候鬱熱」而北返。陳太宗乘機在東步頭擊退蒙古軍，蒙古軍回程時又被歸化寨人襲擊:339:89。1258年，（元豐八年）正月，陳朝遺使到蒙古，共定陳朝向蒙古三年一貢的規例，越南遂成為蒙古的朝貢國。:340

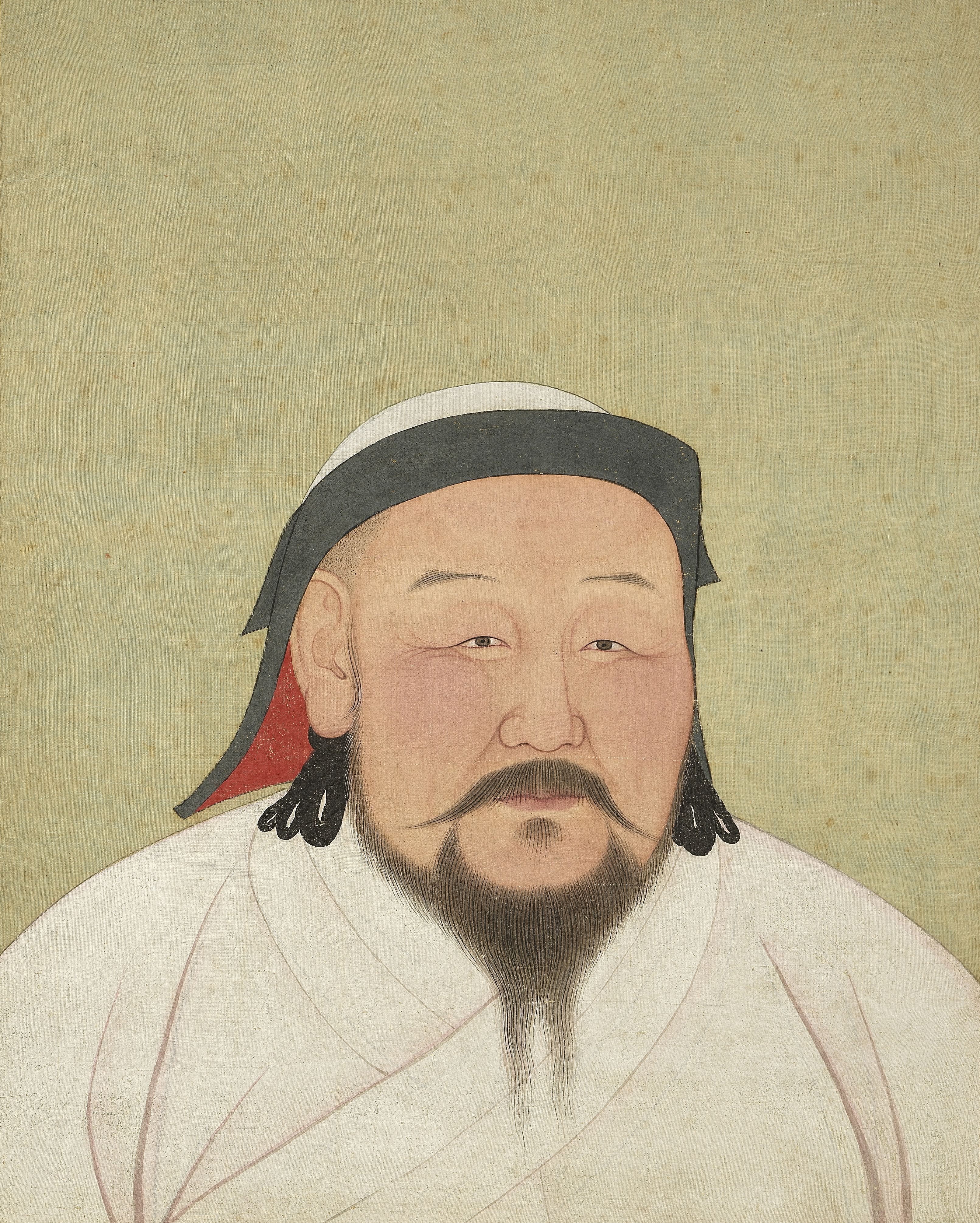
忽必烈像

在此以後，直至1284年（紹寶六年）蒙古第二次征越以前，陳朝遣使入貢的次數相當頻密，甚至不限於三年一貢的規定。《安南志略》記載陳朝入貢的年份有：1261年（紹隆四年）、1263年（紹隆六年）、1266年（紹隆九年）、1268年（紹隆十一年）、1270年（紹隆十三年）、1271年（紹隆十四年）、1272年（紹隆十五年）、1275年（寶符三年）、1277年（寶符五年）、1278（寶符六年）、1280年（紹寶二年）、1282年（紹寶四年）、1283年（紹寶五年）。但與此同時，越元關係亦時有磨擦。1262年（紹隆五年），蒙古君主忽必烈遣使到越，要求陳朝入貢時，選送儒士、醫師、通陰陽卜筮、諸色人匠各三，以及各種產物如犀角、象牙、玳瑁、珍珠等。蒙古又設達魯花赤，往來越南國境 ，以作監治。1266年（紹隆九年），蒙古遣使到越，准許陳朝的請求取消選送儒士、卜筮、諸色人等規定，但卻提出陳朝必須為蒙古履行六項事務：國君親自入朝、國君子弟入貢、交出編戶齊民數目、協助軍役、繳納賦稅、繼續設達魯花赤以作管治。但陳朝不願履行，從而引起蒙古朝廷的不滿。中國學者郭振鐸、張笑梅指出這是日後蒙古再度出兵征越的主因。:3391278年（寶符六年）陳聖宗傳位給陳仁宗後，元廷向陳朝施加壓力，雙方關係漸漸緊張。元廷遣使到陳朝，要求陳仁宗親自入朝，但仁宗自稱「生長深宮，不諳風土」而婉拒:93。1282年（紹寶四年），元朝再次派使到越，要求仁宗入朝，仁宗只派皇叔陳遺愛代表自己入朝。忽必烈便立陳遺愛國安南國王，並派一千軍隊護送回國。元軍進入越南國境後，遭陳朝軍隊截擊，陳遺愛被陳軍所擒，負責護送陳遺愛的元朝官員柴椿也被擊傷而回。忽必烈對此大怒，乃命皇子鎮南王脫歡（又作脫懽、脫驩）為統帥，與唆都、烏馬兒等率軍，向陳朝提出借道攻占城國，以入侵大越:94，從而爆發第二次蒙越戰爭。
1284年（紹寶六年）農曆十二月，脫歡率軍征越，陳朝政府令宗室將領興道王陳國峻統率全國軍隊對抗。在戰事之初，元軍佔較大優勢，接連攻破可離隘（又作可利隘）、祿州隘（屬諒山）、支棱關等地。陳國峻退守萬劫（在今海陽省），為警惕越軍全力作戰發表了《檄將士文》，提到假如越南被元朝征服，將會剝奪本地民眾的土地財產、妻子兒女、先祖墳墓等一切，乃至破壞越人原有的生活秩序。:382此時元軍步步進迫，鎮南王脫歡攻陷國都昇龍，元將唆都由海道進入乂安，與脫歡會合，陳朝朝廷撤退至清化，宗室陳益稷等人投降元軍。戰事持續到1285年（紹寶七年，九月改元重興）年中，越將陳日燏與宋人趙忠的部隊，在鹹子關（在興安省）擊敗元將唆都，戰情開始逆轉。元軍有感越軍的頑強，加以自身實力日漸虛耗，死傷眾多，蒙古騎兵又未能全面發揮戰鬥力，便棄守昇龍。陳朝軍隊乘機收復昇龍，並在各地進襲元軍。在西結之役，越軍殺死元將唆都。脫歡則在萬劫之役中被陳國峻的軍隊打敗。最終，因時值炎熱酷暑，元軍難以適應，脫歡領兵撤回。:94─105
元朝於1287年（重興三年）第三度攻越。忽必烈冊封降元的陳益稷為「安南國王」，於1287年發江淮、江西、湖廣、雲南等地的蒙古軍、漢軍、廣西峒兵、海南黎兵，由鎮南王脫歡統率南下。越南學者陳重金（即陳仲金）指出忽必烈又一次對越南用兵，目的是要為之前的戰敗復仇。:105陳朝得悉元軍即將來攻，亦部署境內的防禦工作。該年年底，元軍攻破普賴山、至靈山等地，準備直下紅河，越軍主將陳國峻安排上皇、仁宗撤出昇龍。在農曆十二月的雲屯之役（雲屯位於在廣寧省錦普），越方海軍將領陳慶餘擊破元將張文虎的運糧船，使元軍糧食補給困難。脫歡看到「地熱水濕，粮匱兵疲」 ，便決意撤退回國。1288年（重興四年）三月，脫歡命水軍先回，但經過內傍關、白藤江等地時被越軍擊破，脫歡大軍行至內傍關時又遭越軍截擊，雙方激戰，最後元軍奮力撤出越南。戰後，陳朝遺使到元朝通好，要求按照前例朝貢，忽必烈亦允許和好。:106─1111293年（重興九年，三月改元興隆），元朝要求越南君主入朝，但被拒，忽必烈又再計劃出兵越南，設置「湖廣安南行省」，集合兵馬、軍糧，準備水陸並進南征，然而在1294年（興隆二年），忽必烈死，新繼位的元成宗下令罷征，兩國遂不再開戰。:112─113
陳朝中期，偶爾有越南民眾侵擾元朝邊境的事件。1313年（興隆二十一年）正月，有「交趾軍約三萬餘眾、馬軍二千餘騎」入侵鎮安州雲洞、祿洞、知洞、歸順州等地，同年四月又有「交趾世子」領兵入侵廣西養利州，焚燒官舍民居，殺害二千餘人，元仁宗派員到陳朝交涉，陳朝政府反駁這只是邊境盜賊所為，元廷加以警告，陳朝不予理會。1320年（大慶七年）十一月，有「交趾蠻儂志德」入寇元朝邊境上的脫零那乞等六洞，元廷命守將擊退。1326年（開泰三年）正月，有「安南國阮叩」入寇元朝思明路，元廷命湖廣行省調兵防備。1330年（開祐二年），有「廣源賊弗道閉」入寇元朝龍州羅回洞，龍州政府向陳朝交涉，陳朝不承認責任，認為事件只屬「邊吏生釁」，元朝湖廣行省只好加強龍州邊防。:354─357但大體而言，從蒙越戰爭結束到1368年（大治十一年）元朝覆亡，兩國政府尚能保持友好關係，陳朝多次遣使向元入貢通好。郭振鐸、張笑海歸納當時情況：「從1257年蒙古遣使如陳，與安南陳朝開始結交至1368年元朝亡國的一百一十一年中，元、陳興兵見戈的僅是1257年和1284年至1287年中的五年，雙方和平友好交往，則長達一百零六年之久。」:362
在商貿活動方面，因蒙元對越的侵略行為，使陳朝的對華貿易政策有所顧忌。據元人汪大淵的《島夷誌略》記載：「舶人不販其地。惟偷販之舟，止於斷山上下，不得至其官場，恐中國人窺見其國之虛實也。」:51不過兩國間仍保持著一定程度的經濟文化交流，正如中國學者郭振鐸、張笑梅指出：「對中國的經濟文化交易，是安南本國各階層的共同要求，儘管陳朝百般阻難，兩國的經濟文化交流仍然不斷，特別是在元代後期，更頻繁往來。」越南民眾以沙金、白銀、象牙、肉桂、檳榔等與中國人貿易諸色綾羅、匹帛、青布、銅錢等。在越北的雲屯地區（在廣寧省錦普），因當地民眾與元朝商人往來漸多，故亦「服用習北俗」，即仿照元人的生活風俗。元朝的歌舞藝術、雜劇、表演藝術、佛教流派等，在元代亦有傳入越南。:352─354越元兩國在交往和交戰中，使曆法、醫學等方面知識從中國輸入越南。1334年（開祐六年），元朝派吏部尚書貼住、禮部郎中智熙善出使陳朝，將《授時曆》（郭守敬編）賜給陳廷，對於越南農業和人民日常生活產生影響。此外，蒙元攻越時，元軍軍醫鄒孫隨軍到越行醫，戰後鄒孫仍留在越南，為陳朝官兵、百姓看病，被越南民眾譽為「神醫」，其子鄒庚更於陳裕宗時成為太醫使，以針灸技術聞名，在越南作出貢獻。而越南出產的蘇合油、沉香、檀木等也傳入中國。中國的青花瓷及其製造技術也得到越南人士垂青，自陳朝開始，便多次派人到景德鎮學習生產。:359─360雙方的宗藩關係還帶動了陳朝的金融發展。1284年（紹寶六年），忽必烈向陳朝使臣贈送大量的錢、帛。1286年（重興二年），忽必烈向陳朝使臣賜鈔百錠。從1257年（元豐七年）蒙古遣使到陳朝，到1368年（大治十一年）的百餘年間，蒙元與陳朝除了數年的軍事衝突外，大部份時間均和平相處和互往通商。元朝流入越南的貨幣主要為紙幣，當中以「中統鈔」較多，越南人士還將之與本土銅錢釐定兌換價格，民用以六十七錢折中統鈔一兩，官用則以七十為率。:51到陳朝末年，黎季犛（即胡季犛）改用紙幣，亦與元朝紙鈔有關。:26─27

### 與明朝關係
14世紀中期，元朝境內群雄並起。據越南史籍《大越史記全書》所載，元末群雄之一的陳友諒，於1354年（紹豐十四年）二月，自稱是「陳益稷子」，向越南陳朝遣使要求和親。1359年（大治二年）正月，朱元璋（即明太祖）亦遣使到陳朝通好，陳朝鑑於朱元璋與陳友諒相互敵對，便派黎敬夫到中國視察局勢。到次年（1360年，大治三年），越南北邊守將報稱陳友諒與朱元璋開戰，在龍州憑祥地區亦有交鋒，越方邊境收容了三百餘人。:431到1361年（大治四年）二月，陳友諒形勢不利，遣使到越求援，但陳朝加以拒絕。:432
1368年（大治十一年），陳氏朝廷得悉明太祖朱元璋平定兩廣，就打算遣使通好，但因雲南地區有元朝宗室梁王相鄰，故未遣使。同年朱元璋顛覆元朝中央朝廷，建立明朝。明太祖相當重視與越南的外交關係，就在開國之際，便派使到越，宣布自己已推翻元朝，希望能與越南等鄰近國家「相安於無事，以共享太平之福」。:552陳裕宗（即陳日煃）旋即作出回應，於次年（1369年，六月改元大定）派使入明朝貢方物，明廷封裕宗為安南國王，並賜以《大統曆》及各種物品作為回禮，陳朝遂成為明朝的朝貢國。
在藝宗陳暊（即陳叔明，後來成為上皇）當政時期，明朝對陳暊頗採不信任的態度。在1370年（大定二年，十一月改元紹慶）四月，越南君主楊日禮（即陳日熞）遣使入明朝貢，明廷亦封之為安南國王。在該年年底楊日禮被廢，藝宗即皇帝位後，仍用「陳日熞」的名義遣使入明，直至1372年（紹慶三年），才改用「陳叔明」的名義遣使赴明入貢，明廷質疑藝宗逼死楊日禮，因而「卻其貢不受」，不信任其國君地位。到1373年 ，明廷了解到藝宗（時為上皇）在楊日禮被廢事件中「遜避於外，為國人所立」，才讓藝宗「且以前王印視事」。1381年（昌符五年），明朝思明府與陳朝政府又互相指控，思明府向明廷報告「安南脫、峒二縣攻其永平等寨」，陳朝亦向明廷宣稱是思明府「攻其脫峒、陸峙諸處」，明太祖不信陳朝的說法，責備陳廢帝（即陳煒）「作奸肆侮，生隙構患，欺誑中國」。1394年（光泰七年）上皇藝宗死後，陳朝於1396年（光泰九年）遣使入明告知死訊，明太祖始終認為藝宗「懷奸挾詐，殘滅其王（指楊日禮）」，不願遣使弔問。
明太祖在位期間，適值陳朝與占城國王制蓬峩之間常有交戰，明太祖亦十分關注戰情發展，提出越占兩國應停止戰事。如1379年（昌符三年），明朝遣使到越南，向陳朝政府勸諭：「安南與占城忿爭，構兵將十年矣，是非彼此，朕所不知。其怨未消，將如之何？爾如聽朕命，息兵養民，天鑑在上，後必有無窮之福。若否朕命而必為之，又恐如春秋之國自取滅亡也！」然而越占之間仍常有爭戰。

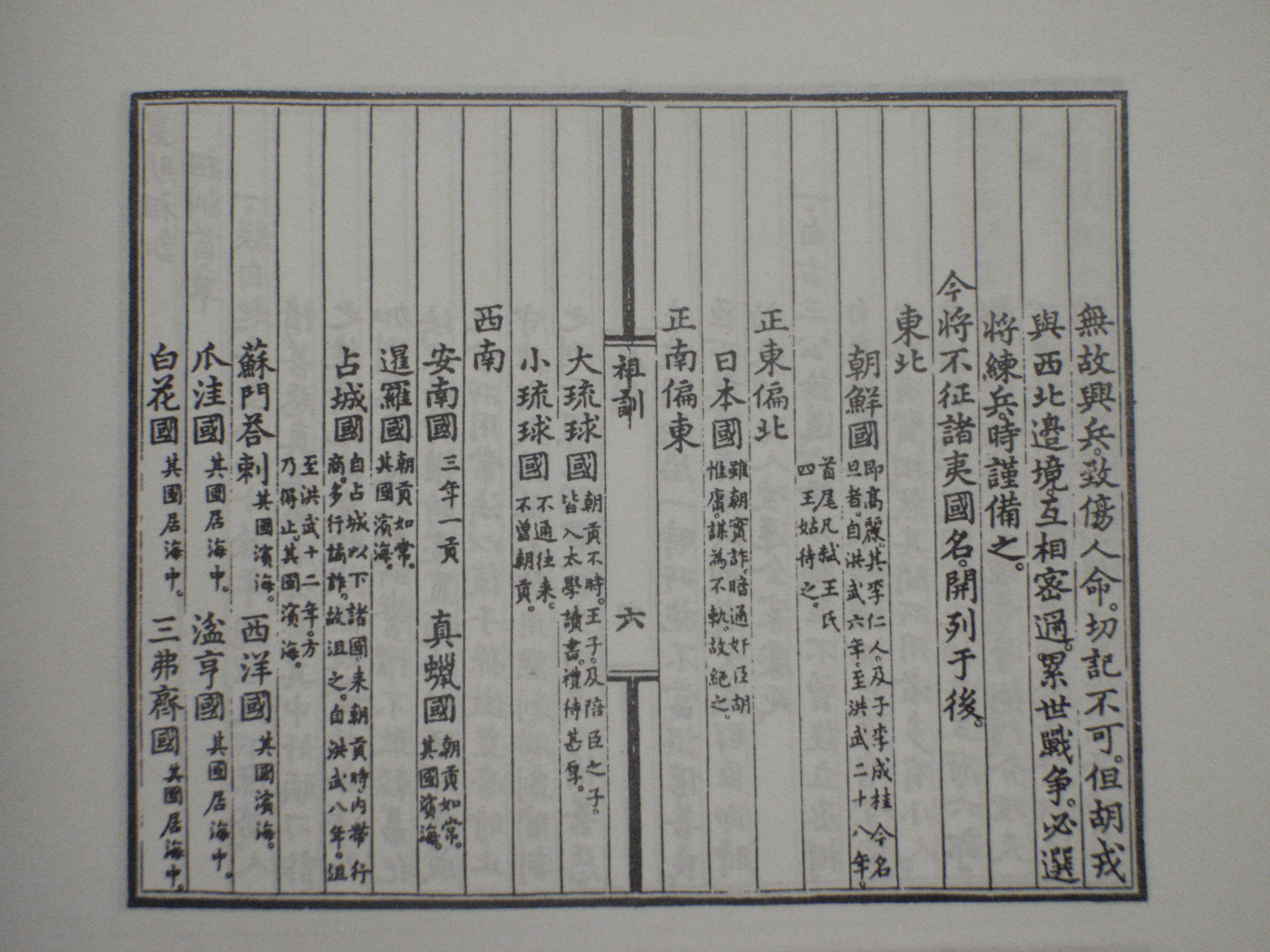
明太祖所編的《皇明祖訓》，當中將安南國列入「不征之國」

明廷雖曾對陳朝政府採不信任態度，但越明雙方仍處和好狀態。明太祖編定的《皇明祖訓》，就將安南國列入「不征之國」，讓她作為三年一貢的朝貢國，並告戒後世子孫不可「倚中國富強，貪一時戰功，無故興兵，致傷人命」。兩國又透過宗藩體制進行物質交流，如1386年（昌符十年），明廷因聽聞越南地區花木品種優良，遣使到越求取檳榔、荔枝、波羅密、龍眼等植物，陳朝亦派員運送，只因植物不耐寒而途中枯死，未能運至明廷。

### 與占城國關係
占城國（即占婆國）位於現時越南中南部，陳朝為其北鄰。陳朝前期，占城處於第十二王朝時期，該國一度被真臘國（時為吳哥時期，今柬埔寨）所吞併（1203年─1220年），由占城國王闍耶波羅密首羅跋摩二世復國。:82陳朝立國之初，越占雙方便建立外交關係，據《大越史記全書》記載，陳太宗即位時對占城「懷之以德，遣使往諭」:336。</ref>，占城亦於陳太宗在位年間的1228年（建中四年）:324及1242年（天應政平十一年）遣使到越入貢。但與此同時，占王闍耶波羅密首羅跋摩二世因見越南自李朝末年國力衰弱，常派輕舟侵擾越方沿海，又要求陳朝交還以往李朝所奪的占城舊地。陳太宗大為不悅，乃於1252年（元豐二年）親征占城，俘獲占王之妻及臣民而回:336。:82
陳太宗親征占城後，到陳朝中期，越占兩國關係出現和好局面。《大越史記全書》載，占城政府於1262年、1265年、1266年、1267年、1269年、1270年、1279年、1282年、1293年、1301年、1305年、1307年及1346年，遣使到陳朝致送禮品。在蒙元崛起後，占城亦受其入侵，忽必烈於1283年（紹寶五年）要求越南陳朝協助元軍攻占城，但被陳朝拒絕，並引起第二次蒙越戰爭。:881301年（興隆九年）三月，上皇陳仁宗出訪占城。:3841306年（興隆十四年）六月，陳朝以上皇仁宗之女玄珍公主嫁與占城國王闍耶僧伽跋摩三世（又作阿朵紀特、補的、補底、制旻），占國政府則以烏州、里州（後改名順州、化州）割讓給陳朝。:388:89到1307年，占王去世，按照占城國習俗，國王去世後王后須入火壇殉葬，陳英宗擔心其妹玄珍公主因此喪命，便派陳克終等到占城，迎回玄珍及占城世子制多耶。:389
此後，越占雙方關係轉壞。1311年（興隆十九年）十二月，陳英宗以占城國王闍耶僧伽跋摩四世（又作制至、制鷙）對越態度「反側」，便親自統軍入侵占城，兵分三路，從海路、山路、平原深入占境。越軍進至俱占寨時，招降當地寨主，並令寨主協助勸諭占王投降。占王偕同家人向英宗投降，但仍有占城軍眾不願屈服，以象兵對抗越軍，但最終越軍得勝，擄占城國王而回，並立占王之弟制陀阿婆粘（即制能）為「亞侯」，成為新國主，闍耶僧伽跋摩四世則於1313年（興隆二十一年）在陳朝境內去世。:392─394此時的占城國已處於下風，正如法國學者喬治·馬司培羅指出，「事實上無異越國（指陳朝）一省」。 :911313年年底，暹羅國入侵占城，陳朝派軍協助占人擊退暹軍。:395:91─92制能對陳朝政府仍有不服，雙方於1318年（大慶五年）發生戰事，占軍擊斃陳朝將領李必見:398，但後來范五老率軍擊破占軍，制能不敵，出國逃至爪哇。占城第十二王朝亦告終結。陳朝擊破制能後，轉而支持占國貴族制阿難為新王，稱之為「效誠亞王」，占城遂展開第十三王朝。:92
制阿難登基後，為了制衡越南勢力，便與元朝結好，元廷乃於1324年（開泰元年）遣使到越，呼籲陳朝「勿侵占城地」。1326年（開泰三年），陳朝出兵占城，但被占軍所敗。占城政府從此斷絕派便到陳朝入貢通好。:92─93到1346年（紹豐六年），陳朝遣使到占城，譴責占城政府多年來「朝貢缺禮」，即沒有做到朝貢通好的責任。占城國王茶和布底便於同年遣使到越入貢，然而「禮物甚薄」。:422─4231352年（紹豐十二年），占城前任國王制阿難的兒子制某，因被茶和布底奪位而投奔越南，要求陳朝政府出征占城，助其復位。1353年（紹豐十三年）六月，陳朝大舉出兵攻打占城，但無功而回。同年九月，占城出軍反攻越南化州，被陳朝軍隊擊敗，然而越方亦在戰事中「頗失利」。:425─426
陳朝在第三階段時期，治國水準漸趨沒落，國防變得虛弱，給與占城國可乘之機。據越南史籍《大越史記全書》分析，當時越南「承平日久，邊城無備」，陳氏朝廷的氣氛處於「人情安肆，法度廢弛」的狀態:442。而占城國在制蓬峩（又作制蓬峨、制蓬莪、阿答阿者、阿荅阿者）治下則與陳朝形成強烈對比，「蓬莪、羅皚（占城重要將領），生聚教訓，漸革舊俗，勇悍耐苦，故常入寇，為我國患。」:457在1360年代，占城開始多次進攻陳朝邊境的化州、臨平等地。陳朝曾於1368年（大治十一年），陳朝以占城數次入侵為由，出兵占城，但大敗而回。:941370年代以後，占城與陳朝之間的戰事日益激烈。陳朝皇帝楊日禮被廢後，其母逃到占城，要求出兵相助，占城乃於1371年（紹慶二年）閏三月進攻陳朝，占軍攻入國都昇龍，搶掠女子玉帛等物品後，才撤出昇龍而回。:95陳睿宗在位時，銳意南征占城，以報仇雪恨。1376年（隆慶四年）五月，占城入寇化州，睿宗便決意親征，調動軍隊十二萬準備出發。占王制蓬峩聞訊後獻金十盤給陳朝朝廷，要求和解，但交到化州時被當地守將杜子平吞沒。睿宗與黎季犛等多名將領統率大軍，於1377年（隆慶五年，五月改元昌符）正月南下占城，至尸耐港（今歸仁市）時，睿宗誤聽占人所說制蓬峩已逃離國都闍盤城（即佛逝城），以為該城防守空虛，下令越軍以一字型直排，魚貫而入，卻被制蓬峩設下的伏兵擊潰，陳睿宗及多名將領陣亡，越將御溝王陳勗投降，黎季犛棄軍而逃。制蓬峩隨即發動反攻，占軍經神符海門（在寧平省），第二度攻入越都昇龍，大掠而去。上皇陳藝宗於倉惶之際立睿宗之子陳晛為帝，是為陳廢帝。1378年（昌符二年），制蓬峨命陳勗管治乂安，又領軍入侵越境，第三度進入昇龍，擄掠而回。:96─971380年（昌符四年）制蓬峩再次出兵，企圖攻入昇龍，但到虞江時被黎季犛的水軍部隊所擊退。越占雙方戰況至此，據馬司培羅的分析，占方「事實上猶保有順化、新平、乂安、清華（清化）諸地」，而陳朝則「國勢愈弱」，須於1381年（昌符五年）增加賦稅，又徵召「天下僧」及「山林無度僧」等為兵。:97─98其後雙方互有攻守，1382年（昌符六年），占軍在龍岱山（在清化東山縣境）被越軍擊敗，越軍乘勝派水軍追擊，但至次年（1383年，昌符七年），因遇風暴而回。同年六月，占王制蓬峩、首將羅皚從陸路進入廣威鎮（在昇龍以北），陳朝政府大震，上皇藝宗惶恐出奔，只令兵將留守昇龍，占軍不久亦撤退回國。:98
陳朝與占城連年交戰，嚴重破壞地區上的安寧，中國明朝作為越占兩國的宗主國，有感於此，明太祖從洪武（1368年至1398年）初年起便派使到兩國，提出罷兵停戰的要求。但越占兩國沒有因明廷的勸言而停戰。
1389年（光泰二年），陳朝內部出現動蕩局面，上皇藝宗聽從權臣黎季犛建議，罷黜廢帝，立上皇兒子陳顒為帝，是為陳順宗，清華、虞江等地都發生叛亂，黎季犛忙於率兵討伐。制蓬峩亦領兵攻打陳朝，在古無（在清化）以水淹戰術擊破越軍，並進軍至黃江。陳朝上皇藝宗命將領陳渴真率軍抵禦。1390年（光泰三年）正月，制蓬峩坐戰船到海潮江（在太平省與興安省）時，因有下屬投奔陳渴真，洩露占王船隻地點，陳渴真便即下令用火炮攻擊占王戰船，殺死制蓬峩，割取頭顱而回，占將羅皚取回屍身後將之火化，率餘兵且戰且退而回，占城第十三王朝亦告終。:99─100
羅皚回國後隨即奪取王位（為第十四王朝首位君主），制蓬峩兒子制麻奴㐌難、制山拏兩人投奔越南陳朝。:101越占交戰連年，令越南人士渴求和平，如司徒陳元旦曾忠告上皇藝宗：「願陛下敬明國如父，愛占城如子，則國家無事，臣雖死且不朽。」然而兩國邊境仍處混亂狀態，陳朝政府一時亦難以收復失地，據《大越史記全書》所載：「是時，乂安人懷貳，新平、順化多叛從占，故土哩之人四散遊擊，莫之能禦，朝廷雖以黎可鑄為兩路安撫使，但在京遙鎮，未嘗到郡，惟土豪潘猛、范矜率衆歸順。」1391年（光泰四年）二月，黎季犛到化州，閱定軍伍，修造城池，以恢復當地的統治秩序。三月，黎季犛命將軍黃奉世伺察占城國境，但遭占城伏兵擊潰。
陳朝對占戰事連年，全國大亂，盜賊橫行，因而吸收教訓，設法改善國土安全及國防。1392年（光泰五年）十月，陳朝政府在各地的要衝地區，設置江關、巡守等機構，以監捕盜寇。後世史官潘孚先說這個政策是「陳自裕宗荒縱之後，加以占城侵擾，寇賊繁多，白日掠人，法不能禁，季犛執政，始設法巡捕，少抑之矣」。

### 與哀牢、牛吼關係
哀牢、牛吼位於越南陳朝的西部。據中國學者郭振鐸、張笑梅指出，它們在10世紀至11世紀期間，原是一些獨立的泰族部落聯盟。:643到陳朝時期，對它們作出多次征戰。陳仁宗在經歷蒙越戰爭後不久，於1290年（重興六年）農曆二月，計劃親征哀牢，一眾廷臣以蒙元入侵後國家元氣大傷為由，想勸阻仁宗，但仁宗獨排眾議，認為蒙古人雖已撤走，但其他外族會以為陳朝軍隊折損嚴重，因而入侵越南。眾臣聽後便一致支持仁宗出征。1294年（興隆二年）八月，時任上皇的仁宗再次親征哀牢，該次戰事中，哀牢人奮力抵抗，越軍前鋒忠誠王被哀牢圍攻，越將范五老率軍趕到解圍，大破哀牢，陳朝得勝後大肆搶掠，「生擒人畜，不可勝數」。:374
哀牢受到陳朝入侵後，亦試圖作出反擊，雙方互有攻守。1297年（興隆五年），哀牢攻取撞龍江，越將范五老擊破哀牢人，重奪該地。:3751298年（興隆六年）十月，陳朝派軍伐哀牢，越將張顯（原為元朝降將）戰死。:3761301年（興隆九年）哀牢攻沱江，陳朝派范五老率兵抵禦，雙方在芒枚交戰，越軍得勝，擒獲甚眾。:384
1329年（開泰六年，二月改元開祐）冬，因牛吼人攻沱江，時任上皇的陳明宗決定親征。廷臣陳克終反對出兵沱江，原因是沱江為「瘴地」，地理環境惡劣，行軍困難，不如轉而進攻南方的占城。上皇明宗認為沱江戰情危急，「當急救之」，於是落實攻打牛吼。在該戰事中，牛吼所屬的占昭寨向越軍投降，明宗亦與之共定降約，但越將昭義侯為了邀功，竟擅自攻占昭寨，卻被占昭寨擊敗。幸好上皇明宗的大軍「號令嚴明，威聲遠震」，使敵軍「聞之奔潰」。:408到1337年（開祐九年），陳朝派兵攻打牛吼，越將興孝王攻入鄭旗寨，酋長車焚被斬，牛吼遂被討平。:418
1334年（開祐六年），上皇明宗親征哀牢。據《大越史記全書》記載，上皇命清化發運使阮忠彥先運軍糧前進，上皇抵達黔州（在乂安省）時，軍勢浩大，哀牢人不願交鋒而退，雙方沒有交戰而作罷。次年（1335年，開祐七年）九月，上皇明宗患有眼疾，但仍決意再次親征哀牢，原因是「去年親征不果，今年又以疾緩師，天下將謂予怯」。《大越史記全書》提到，上皇命段汝諧為督將，率兵先行。適逢哀牢攻取南戎（乂安屬邑），汝諧認為哀牢軍隊身處南戎，「其衆單弱，擊之必克」，便帶兵沿屑邏江（又作屑邏大江，在南戎）而下。汝諧經過真臘等國時，呼籲各國派子弟入朝，耀武揚威。但越軍與哀牢人交戰時，遇上濃霧，而哀牢人「先伏象馬夾攻」，於是越軍大敗，段汝諧與不少士兵墮水溺死。1336年（開祐八年）二月，上皇明宗從哀牢返回國都昇龍。:418在這兩年的征哀牢行動期間，上皇明宗命阮忠彥刻寫碑文以紀念這次出征（刻寫時間據《大越史記全書》、《欽定越史通鑑綱目》記載是1334年，碑文本身說是在1335年）。該文刻於乂安省，被稱為《摩崖紀功文》，所載戰況與《大越史記全書》記載迥異，內容是陳朝軍隊聲勢浩大，令占城國世子、真臘國、暹羅國都進貢方物，哀牢酋長俸作出反抗，上皇便率諸將及蠻夷之兵「入于其國」，到哀牢人望風而奔後才班師回朝。
由這段碑文的內容值得懷疑，越南史家陳重金（即陳仲金）認為「可以設想係碑文撰寫者對此事表示鄭重罷了，未必符合歷史事實」。:119
1346年（紹豐六年）五月，陳朝與哀牢再爆發戰事，因哀牢攻陳朝冦邊，陳朝命保威王陳瓛領兵擊破，俘獲人畜甚眾。

### 與暹羅國關係
暹羅（又稱暹囉國、暹國，即泰國）位於印支半島，與越南陳朝鄰近。兩國曾於1313年（興隆二十一年）爆發軍事衝突，該年暹羅出兵入侵占城國，而占城為陳朝南鄰，陳朝命杜天覷在乂安、臨平調兵援助占城，擊退暹軍。:395
暹羅人曾向陳朝致送禮品以示友好。在1334年至1336年（開祐六年至八年）期間，陳朝出兵哀牢，在有關該戰事的碑銘記載中，提到暹國等國家「各奉方物，爭先迎見」。在貿易方面，越暹兩國亦有所發展，據越南貨幣學者指出，陳朝時期暹羅處於素可泰王朝（1238年─1351年）及阿瑜陀耶王朝（1351年─1767年）初期。素可泰王朝的貿易屬開放型，十分活躍，其使用的貨幣「蠐蝤銀」（又稱蠐蝤幣），因越暹雙方的貿易往來而流入越南。阿瑜陀耶王朝時，仍有越南商人到暹羅經商。兩國貿易的地點主要在越南的雲屯（在廣寧省錦普），據越南史籍記載，1360年（大治三年），暹羅等國商船到雲屯，販賣貨品及致送各類異物。:432

### 與其他國家的關係
越南陳朝除與中國、占城、哀牢、暹羅等國有密切交往外，仍有不少國家的人士與陳朝政府通好。例如在陳仁宗皇帝在位時，有冊馬錫國遣使到陳朝致送禮品，朝中幾乎無人通曉其語言，只有宗室陳日燏能與之對答。1305年（興隆十三年）三月，羅回國使節向陳朝致送輦羅布等物品。:3871334年至1336年（開祐六年至八年），陳朝出兵哀牢，軍隊在途中耀武揚威，並招倈真臘（今柬埔寨）等國人士遣使訪問陳朝。1349年（紹豐九年）五月，大哇國（又作瓜哇國，學者陳荊和認為「瓜」是「爪」的誤字）遣使到陳朝致送「能言赤鸚鵡」等禮品。:424
在李朝時期開闢成商埠的雲屯（在廣寧省錦普），到陳朝時，政府仍重視其貿易發展。1348年（紹豐八年）十月，闍蒲國商人乘船到雲屯購買蠙，但因有當地民眾摻入素質較低的汆珠售賣，事後陳朝政府加以調查，將參與者判罪懲辦。1349年（紹豐九年），陳朝在雲屯設立鎮官、路官、察海使等官員，又成立「平海軍」以鎮守該地。:4241360年（大治三年）十月，路鶴、茶哇等國商船到雲屯，作商業販賣及致送異物。:432

### 防備倭人
14世紀時，倭寇侵擾中國沿海，陳朝政府亦有作防備。據胡朝逃至明朝的陳朝遺臣裴怕耆的自述，他曾於「洪武三十二年」（1399年，建新二年），領兵「出東海禦倭」。

## 陳朝的歷史意義
陳朝在越南的歷史發展裡，被視為有相當的重要性。越南近現代學者陳重金（即陳仲金）評論認為：「陳氏為我南國之帝，計自陳太宗至陳少帝，歷12帝，凡175年，國內功業頗多建樹，政治、律令皆重加整飭，教育科試則更加發展。又抵抗元朝保住了社稷江山，取占城之地，開拓了疆域，實是有功於南國。」:131中國學者郭振鐸、張笑梅指出，陳朝治下的越南封建社會發展，有數個特點：一是陳氏朝廷從政治上強化了封建中央集權的君主制度；二是透過中國式的科舉制度完善了中央及地方官制，並得以控制文人；三是陳朝時國有土地漸少，私人土地龐大，並迅速發展；四是陳朝成功擊退蒙元入侵，乃越南史上的重大事件。:17─18

## 歷代君主
| 廟號                            | 諡號                                                              | 姓名                          | 在世           | 在位時間       | 年號及使用時間 | 年號及使用時間 | 陵號   |
| ------------------------------- | ----------------------------------------------------------------- | ----------------------------- | -------------- | -------------- | -------------- | -------------- | ------ |
| -                               | 懿王 （陳朝朝廷追諡）                                             | 陳京                          | ？年－？年     |                |                |                |        |
| 穆祖 （1312年英宗陳烇追尊）     | 懿皇帝 （1312年英宗陳烇改諡）                                     | 陳京                          | ？年－？年     |                |                |                |        |
| -                               | 恭王 （陳朝朝廷追諡）                                             | 陳翕                          | ？年－？年     |                |                |                |        |
| 寧祖 （1312年英宗陳烇追尊）     | 恭皇帝 （1312年英宗陳烇改諡）                                     | 陳翕                          | ？年－？年     |                |                |                |        |
| -                               | 昭王 （陳朝朝廷追諡）                                             | 陳李                          | ？年－？年     |                |                |                |        |
| 元祖 （1312年英宗陳烇追尊）     | 昭皇帝 （1312年英宗陳烇改諡）                                     | 陳李                          | ？年－？年     |                |                |                |        |
| 徽宗 （1234年太宗陳煚尊上）     | 開運立極弘仁應道純真至德神武聖文垂裕至孝皇帝 （1234年太宗陳煚諡） | 陳承                          | 1184年－1234年 |                |                |                | 徽陵   |
| 太祖 （1248年太宗陳煚改尊）     | 開運立極弘仁應道純真至德神武聖文垂裕至孝皇帝 （1234年太宗陳煚諡） | 陳承                          | 1184年－1234年 |                |                |                | 徽陵   |
| 太宗 （1277年聖宗陳晃尊上）     | 統天御極隆功茂德顯和佑順神文聖武元孝皇帝 （1277年聖宗陳晃諡）     | 陳煚 （陳日煚、陳光昺、陳蒲） | 1218年－1277年 | 1225年－1258年 | 建中           | 1225年－1232年 | 昭陵   |
| 太宗 （1277年聖宗陳晃尊上）     | 統天御極隆功茂德顯和佑順神文聖武元孝皇帝 （1277年聖宗陳晃諡）     | 陳煚 （陳日煚、陳光昺、陳蒲） | 1218年－1277年 | 1225年－1258年 | 天應政平       | 1232年－1251年 | 昭陵   |
| 太宗 （1277年聖宗陳晃尊上）     | 統天御極隆功茂德顯和佑順神文聖武元孝皇帝 （1277年聖宗陳晃諡）     | 陳煚 （陳日煚、陳光昺、陳蒲） | 1218年－1277年 | 1225年－1258年 | 元豐           | 1251年－1258年 | 昭陵   |
| 聖宗 （1290年仁宗陳昑尊上）     | 玄功盛德仁明文武宣孝皇帝 （1290年仁宗陳昑諡）                     | 陳晃 （陳日烜、陳威晃）       | 1240年－1290年 | 1258年－1278年 | 紹隆           | 1258年－1272年 | 裕陵   |
| 聖宗 （1290年仁宗陳昑尊上）     | 玄功盛德仁明文武宣孝皇帝 （1290年仁宗陳昑諡）                     | 陳晃 （陳日烜、陳威晃）       | 1240年－1290年 | 1258年－1278年 | 寶符           | 1273年－1278年 | 裕陵   |
| 仁宗 （1310年英宗陳烇尊上）     | 法天崇道應世化民隆慈顯惠聖文神武元明睿孝皇帝 （1310年英宗陳烇諡） | 陳昑 （陳日燇）               | 1258年－1308年 | 1278年－1293年 | 紹寶           | 1279年－1285年 | 德陵   |
| 仁宗 （1310年英宗陳烇尊上）     | 法天崇道應世化民隆慈顯惠聖文神武元明睿孝皇帝 （1310年英宗陳烇諡） | 陳昑 （陳日燇）               | 1258年－1308年 | 1278年－1293年 | 重興           | 1285年－1293年 | 德陵   |
| 英宗 （1320年明宗陳奣尊上）     | 顯文睿武欽明仁孝皇帝 （1320年明宗陳奣諡）                         | 陳烇 （陳日㷃）               | 1276年－1320年 | 1293年－1314年 | 興隆           | 1293年－1314年 | 泰陵   |
| 明宗 （1357年裕宗陳暭尊上）     | 章堯文哲皇帝 （1357年裕宗陳暭諡）                                 | 陳奣 （陳日爌）               | 1300年－1357年 | 1314年－1329年 | 大慶           | 1314年－1323年 | 穆陵   |
| 明宗 （1357年裕宗陳暭尊上）     | 章堯文哲皇帝 （1357年裕宗陳暭諡）                                 | 陳奣 （陳日爌）               | 1300年－1357年 | 1314年－1329年 | 開泰           | 1324年－1329年 | 穆陵   |
| 憲宗 （1341年裕宗陳暭尊上）     |                                                                   | 陳旺 （陳日㷆）               | 1319年－1341年 | 1329年－1341年 | 開祐           | 1329年－1341年 | 昌安陵 |
| 裕宗 （1369年昏德公楊日禮尊上） |                                                                   | 陳暭 （陳日煃）               | 1336年－1369年 | 1341年－1369年 | 紹豐           | 1341年－1357年 | 阜陵   |
| 裕宗 （1369年昏德公楊日禮尊上） | 大治                                                              | 陳暭 （陳日煃）               | 1336年－1369年 | 1341年－1369年 | 1358年－1369年 |                | 阜陵   |
| -                               | 昏德公 （1370年藝宗陳暊定）                                       | 楊日禮 （陳日熞）             | ？年－1370年   | 1369年－1370年 | 大定           | 1369年－1370年 | -      |
| 藝宗 （1394年順宗陳顒尊上）     | 光堯英哲皇帝 （1394年順宗陳顒諡）                                 | 陳暊 （陳叔明）               | 1321年－1394年 | 1370年－1372年 | 紹慶           | 1370年－1372年 | 原陵   |
| 睿宗 （1377年廢帝陳晛尊上）     |                                                                   | 陳曔 （陳日煓）               | 1337年－1377年 | 1372年－1377年 | 隆慶           | 1373年－1377年 | 熙陵   |
| -                               | 靈德王 （1388年藝宗陳暊定）                                       | 陳晛 （陳日煒）               | 1361年－1388年 | 1377年－1388年 | 昌符           | 1377年－1388年 | 安排山 |
| 順宗 （1399年少帝尊上）         |                                                                   | 陳顒 （陳日焜）               | 1378年－1399年 | 1388年－1398年 | 光泰           | 1388年－1398年 |        |
|                                 | 保寧大王 （1400年胡季犛定）                                       | 陳                            | 1396年－？年   | 1398年－1400年 | 建新           | 1398年－1400年 |        |

### 君主世系
|  |  |               |               |               |               |               |               |  |  |                  |                  |                  |                  |                  |                  |  |  | 穆祖陳京   |            |            |            |            |            |  |  |                |                |                |                |                |                |  |  |            |            |            |            |            |            |  |  |  |  |  |  |  |  |  |  |  |  |  |  |  |  |  |  |  |  |  |  |  |  |  |  |  |  |  |  |  |  |  |  |
|  |  |               |               |               |               |               |               |  |  |                  |                  |                  |                  |                  |                  |  |  |            |            |            |            |            |            |  |  |                |                |                |                |                |                |  |  |            |            |            |            |            |            |  |  |  |  |  |  |  |  |  |  |  |  |  |  |  |  |  |  |  |  |  |  |  |  |  |  |  |  |  |  |  |  |  |  |
|  |  |               |               |               |               |               |               |  |  |                  |                  |                  |                  |                  |                  |  |  | 寧祖陳翕   |            |            |            |            |            |  |  |                |                |                |                |                |                |  |  |            |            |            |            |            |            |  |  |  |  |  |  |  |  |  |  |  |  |  |  |  |  |  |  |  |  |  |  |  |  |  |  |  |  |  |  |  |  |  |  |
|  |  |               |               |               |               |               |               |  |  |                  |                  |                  |                  |                  |                  |  |  |            |            |            |            |            |            |  |  |                |                |                |                |                |                |  |  |            |            |            |            |            |            |  |  |  |  |  |  |  |  |  |  |  |  |  |  |  |  |  |  |  |  |  |  |  |  |  |  |  |  |  |  |  |  |  |  |
|  |  |               |               |               |               |               |               |  |  |                  |                  |                  |                  |                  |                  |  |  | 元祖陳李   |            |            |            |            |            |  |  |                |                |                |                |                |                |  |  |            |            |            |            |            |            |  |  |  |  |  |  |  |  |  |  |  |  |  |  |  |  |  |  |  |  |  |  |  |  |  |  |  |  |  |  |  |  |  |  |
|  |  |               |               |               |               |               |               |  |  |                  |                  |                  |                  |                  |                  |  |  |            |            |            |            |            |            |  |  |                |                |                |                |                |                |  |  |            |            |            |            |            |            |  |  |  |  |  |  |  |  |  |  |  |  |  |  |  |  |  |  |  |  |  |  |  |  |  |  |  |  |  |  |  |  |  |  |
|  |  |               |               |               |               |               |               |  |  |                  |                  |                  |                  |                  |                  |  |  |            |            |            |            |            |            |  |  |                |                |                |                |                |                |  |  |            |            |            |            |            |            |  |  |  |  |  |  |  |  |  |  |  |  |  |  |  |  |  |  |  |  |  |  |  |  |  |  |  |  |  |  |  |  |  |  |
|  |  |               |               |               |               |               |               |  |  |                  |                  |                  |                  |                  |                  |  |  | 太祖陳承   | 太祖陳承   | 太祖陳承   | 太祖陳承   | 太祖陳承   | 太祖陳承   |  |  | 建國大王陳嗣慶 | 建國大王陳嗣慶 | 建國大王陳嗣慶 | 建國大王陳嗣慶 | 建國大王陳嗣慶 | 建國大王陳嗣慶 |  |  |            |            |            |            |            |            |  |  |  |  |  |  |  |  |  |  |  |  |  |  |  |  |  |  |  |  |  |  |  |  |  |  |  |  |  |  |  |  |  |  |
|  |  |               |               |               |               |               |               |  |  |                  |                  |                  |                  |                  |                  |  |  | 太祖陳承   | 太祖陳承   | 太祖陳承   | 太祖陳承   | 太祖陳承   | 太祖陳承   |  |  | 建國大王陳嗣慶 | 建國大王陳嗣慶 | 建國大王陳嗣慶 | 建國大王陳嗣慶 | 建國大王陳嗣慶 | 建國大王陳嗣慶 |  |  |            |            |            |            |            |            |  |  |  |  |  |  |  |  |  |  |  |  |  |  |  |  |  |  |  |  |  |  |  |  |  |  |  |  |  |  |  |  |  |  |
|  |  |               |               |               |               |               |               |  |  |                  |                  |                  |                  |                  |                  |  |  |            |            |            |            |            |            |  |  |                |                |                |                |                |                |  |  |            |            |            |            |            |            |  |  |  |  |  |  |  |  |  |  |  |  |  |  |  |  |  |  |  |  |  |  |  |  |  |  |  |  |  |  |  |  |  |  |
|  |  |               |               |               |               |               |               |  |  | 安生王陳柳       | 安生王陳柳       | 安生王陳柳       | 安生王陳柳       | 安生王陳柳       | 安生王陳柳       |  |  | 太宗陳煚1  | 太宗陳煚1  | 太宗陳煚1  | 太宗陳煚1  | 太宗陳煚1  | 太宗陳煚1  |  |  |                |                |                |                |                |                |  |  |            |            |            |            |            |            |  |  |  |  |  |  |  |  |  |  |  |  |  |  |  |  |  |  |  |  |  |  |  |  |  |  |  |  |  |  |  |  |  |  |
|  |  |               |               |               |               |               |               |  |  | 安生王陳柳       | 安生王陳柳       | 安生王陳柳       | 安生王陳柳       | 安生王陳柳       | 安生王陳柳       |  |  | 太宗陳煚1  | 太宗陳煚1  | 太宗陳煚1  | 太宗陳煚1  | 太宗陳煚1  | 太宗陳煚1  |  |  |                |                |                |                |                |                |  |  |            |            |            |            |            |            |  |  |  |  |  |  |  |  |  |  |  |  |  |  |  |  |  |  |  |  |  |  |  |  |  |  |  |  |  |  |  |  |  |  |
|  |  |               |               |               |               |               |               |  |  | 興道大王陳國峻   | 興道大王陳國峻   | 興道大王陳國峻   | 興道大王陳國峻   | 興道大王陳國峻   | 興道大王陳國峻   |  |  | 聖宗陳晃2  | 聖宗陳晃2  | 聖宗陳晃2  | 聖宗陳晃2  | 聖宗陳晃2  | 聖宗陳晃2  |  |  |                |                |                |                |                |                |  |  |            |            |            |            |            |            |  |  |  |  |  |  |  |  |  |  |  |  |  |  |  |  |  |  |  |  |  |  |  |  |  |  |  |  |  |  |  |  |  |  |
|  |  |               |               |               |               |               |               |  |  | 興道大王陳國峻   | 興道大王陳國峻   | 興道大王陳國峻   | 興道大王陳國峻   | 興道大王陳國峻   | 興道大王陳國峻   |  |  | 聖宗陳晃2  | 聖宗陳晃2  | 聖宗陳晃2  | 聖宗陳晃2  | 聖宗陳晃2  | 聖宗陳晃2  |  |  |                |                |                |                |                |                |  |  |            |            |            |            |            |            |  |  |  |  |  |  |  |  |  |  |  |  |  |  |  |  |  |  |  |  |  |  |  |  |  |  |  |  |  |  |  |  |  |  |
|  |  |               |               |               |               |               |               |  |  |                  |                  |                  |                  |                  |                  |  |  | 仁宗陳昑3  |            |            |            |            |            |  |  |                |                |                |                |                |                |  |  |            |            |            |            |            |            |  |  |  |  |  |  |  |  |  |  |  |  |  |  |  |  |  |  |  |  |  |  |  |  |  |  |  |  |  |  |  |  |  |  |
|  |  |               |               |               |               |               |               |  |  |                  |                  |                  |                  |                  |                  |  |  |            |            |            |            |            |            |  |  |                |                |                |                |                |                |  |  |            |            |            |            |            |            |  |  |  |  |  |  |  |  |  |  |  |  |  |  |  |  |  |  |  |  |  |  |  |  |  |  |  |  |  |  |  |  |  |  |
|  |  |               |               |               |               |               |               |  |  |                  |                  |                  |                  |                  |                  |  |  | 英宗陳烇4  |            |            |            |            |            |  |  |                |                |                |                |                |                |  |  |            |            |            |            |            |            |  |  |  |  |  |  |  |  |  |  |  |  |  |  |  |  |  |  |  |  |  |  |  |  |  |  |  |  |  |  |  |  |  |  |
|  |  |               |               |               |               |               |               |  |  |                  |                  |                  |                  |                  |                  |  |  |            |            |            |            |            |            |  |  |                |                |                |                |                |                |  |  |            |            |            |            |            |            |  |  |  |  |  |  |  |  |  |  |  |  |  |  |  |  |  |  |  |  |  |  |  |  |  |  |  |  |  |  |  |  |  |  |
|  |  |               |               |               |               |               |               |  |  |                  |                  |                  |                  |                  |                  |  |  | 明宗陳奣5  |            |            |            |            |            |  |  |                |                |                |                |                |                |  |  |            |            |            |            |            |            |  |  |  |  |  |  |  |  |  |  |  |  |  |  |  |  |  |  |  |  |  |  |  |  |  |  |  |  |  |  |  |  |  |  |
|  |  |               |               |               |               |               |               |  |  |                  |                  |                  |                  |                  |                  |  |  |            |            |            |            |            |            |  |  |                |                |                |                |                |                |  |  |            |            |            |            |            |            |  |  |  |  |  |  |  |  |  |  |  |  |  |  |  |  |  |  |  |  |  |  |  |  |  |  |  |  |  |  |  |  |  |  |
|  |  |               |               |               |               |               |               |  |  |                  |                  |                  |                  |                  |                  |  |  |            |            |            |            |            |            |  |  |                |                |                |                |                |                |  |  |            |            |            |            |            |            |  |  |  |  |  |  |  |  |  |  |  |  |  |  |  |  |  |  |  |  |  |  |  |  |  |  |  |  |  |  |  |  |  |  |
|  |  | 恭肅王陳昱    | 恭肅王陳昱    | 恭肅王陳昱    | 恭肅王陳昱    | 恭肅王陳昱    | 恭肅王陳昱    |  |  | 憲宗陳旺6        | 憲宗陳旺6        | 憲宗陳旺6        | 憲宗陳旺6        | 憲宗陳旺6        | 憲宗陳旺6        |  |  | 藝宗陳暊9  | 藝宗陳暊9  | 藝宗陳暊9  | 藝宗陳暊9  | 藝宗陳暊9  | 藝宗陳暊9  |  |  | 裕宗陳暭7      | 裕宗陳暭7      | 裕宗陳暭7      | 裕宗陳暭7      | 裕宗陳暭7      | 裕宗陳暭7      |  |  | 睿宗陳曔10 | 睿宗陳曔10 | 睿宗陳曔10 | 睿宗陳曔10 | 睿宗陳曔10 | 睿宗陳曔10 |  |  |  |  |  |  |  |  |  |  |  |  |  |  |  |  |  |  |  |  |  |  |  |  |  |  |  |  |  |  |  |  |  |  |
|  |  | 恭肅王陳昱    | 恭肅王陳昱    | 恭肅王陳昱    | 恭肅王陳昱    | 恭肅王陳昱    | 恭肅王陳昱    |  |  | 憲宗陳旺6        | 憲宗陳旺6        | 憲宗陳旺6        | 憲宗陳旺6        | 憲宗陳旺6        | 憲宗陳旺6        |  |  | 藝宗陳暊9  | 藝宗陳暊9  | 藝宗陳暊9  | 藝宗陳暊9  | 藝宗陳暊9  | 藝宗陳暊9  |  |  | 裕宗陳暭7      | 裕宗陳暭7      | 裕宗陳暭7      | 裕宗陳暭7      | 裕宗陳暭7      | 裕宗陳暭7      |  |  | 睿宗陳曔10 | 睿宗陳曔10 | 睿宗陳曔10 | 睿宗陳曔10 | 睿宗陳曔10 | 睿宗陳曔10 |  |  |  |  |  |  |  |  |  |  |  |  |  |  |  |  |  |  |  |  |  |  |  |  |  |  |  |  |  |  |  |  |  |  |
|  |  |               |               |               |               |               |               |  |  |                  |                  |                  |                  |                  |                  |  |  |            |            |            |            |            |            |  |  |                |                |                |                |                |                |  |  |            |            |            |            |            |            |  |  |  |  |  |  |  |  |  |  |  |  |  |  |  |  |  |  |  |  |  |  |  |  |  |  |  |  |  |  |  |  |  |  |
|  |  | 昏德公楊日禮8 | 昏德公楊日禮8 | 昏德公楊日禮8 | 昏德公楊日禮8 | 昏德公楊日禮8 | 昏德公楊日禮8 |  |  | 莊定王陳𩖃       | 莊定王陳𩖃       | 莊定王陳𩖃       | 莊定王陳𩖃       | 莊定王陳𩖃       | 莊定王陳𩖃       |  |  | 順宗陳顒12 | 順宗陳顒12 | 順宗陳顒12 | 順宗陳顒12 | 順宗陳顒12 | 順宗陳顒12 |  |  | 後陳簡定帝陳頠 | 後陳簡定帝陳頠 | 後陳簡定帝陳頠 | 後陳簡定帝陳頠 | 後陳簡定帝陳頠 | 後陳簡定帝陳頠 |  |  | 廢帝陳晛11 | 廢帝陳晛11 | 廢帝陳晛11 | 廢帝陳晛11 | 廢帝陳晛11 | 廢帝陳晛11 |  |  |  |  |  |  |  |  |  |  |  |  |  |  |  |  |  |  |  |  |  |  |  |  |  |  |  |  |  |  |  |  |  |  |
|  |  | 昏德公楊日禮8 | 昏德公楊日禮8 | 昏德公楊日禮8 | 昏德公楊日禮8 | 昏德公楊日禮8 | 昏德公楊日禮8 |  |  | 莊定王陳𩖃       | 莊定王陳𩖃       | 莊定王陳𩖃       | 莊定王陳𩖃       | 莊定王陳𩖃       | 莊定王陳𩖃       |  |  | 順宗陳顒12 | 順宗陳顒12 | 順宗陳顒12 | 順宗陳顒12 | 順宗陳顒12 | 順宗陳顒12 |  |  | 後陳簡定帝陳頠 | 後陳簡定帝陳頠 | 後陳簡定帝陳頠 | 後陳簡定帝陳頠 | 後陳簡定帝陳頠 | 後陳簡定帝陳頠 |  |  | 廢帝陳晛11 | 廢帝陳晛11 | 廢帝陳晛11 | 廢帝陳晛11 | 廢帝陳晛11 | 廢帝陳晛11 |  |  |  |  |  |  |  |  |  |  |  |  |  |  |  |  |  |  |  |  |  |  |  |  |  |  |  |  |  |  |  |  |  |  |
|  |  |               |               |               |               |               |               |  |  | 後陳重光帝陳季擴 | 後陳重光帝陳季擴 | 後陳重光帝陳季擴 | 後陳重光帝陳季擴 | 後陳重光帝陳季擴 | 後陳重光帝陳季擴 |  |  | 少帝陳13   | 少帝陳13   | 少帝陳13   | 少帝陳13   | 少帝陳13   | 少帝陳13   |  |  |                |                |                |                |                |                |  |  |            |            |            |            |            |            |  |  |  |  |  |  |  |  |  |  |  |  |  |  |  |  |  |  |  |  |  |  |  |  |  |  |  |  |  |  |  |  |  |  |

### 引用
1. 1 2 3 4 5 6 7 8 9 10 11 12 13 14 15 16 17 18 19 20 21 22 23 24 25 26 27 28 29 30  陳重金（即陳仲金）《越南通史》（即《越南史略》），北京商務印書館。
2. 1 2 3 4 5 6 7 8 9 10 11 12 13 14 15 16 17 18 19 20 21 22 23 24  郭振鐸、張笑梅《越南通史》，中國人民大學出版社。
3. 1 2 3 4 5 6 7 8 9 10 11 12 13 14 15 16 17 18 19 20  吳士連等《大越史記全書·陳紀·太宗皇帝》，東京大學東洋文化研究所
4. ↑  吳士連等《大越史記全書·李紀·高宗皇帝》，東京大學東洋文化研究所
5. 1 2 3 4 5  吳士連等《大越史記全書·李紀·惠宗皇帝》，東京大學東洋文化研究所。
6. 1 2 3  《越史略》卷下，收錄於《欽定四庫全書·史部》（第466冊），上海古籍出版社。
7. 1 2  吳士連等，《大越史記全書·李紀·昭皇》，東京大學東洋文化研究所。
8. 1 2 3 4 5 6  吳士連等《大越史記全書·陳紀·明宗皇帝》，東京大學東洋文化研究所。
9. ↑  吳士連等《大越史記全書·陳紀·裕宗皇帝》、《藝宗皇帝》，東京大學東洋文化研究所。
10. 1 2 3  吳士連等《大越史記全書·陳紀·藝宗皇帝》，東京大學東洋文化研究所。
11. 1 2 3  吳士連等《大越史記全書·陳紀·廢帝》，東京大學東洋文化研究所
12. 1 2 3 4 5 6  《越南歷史貨幣》，中國金融出版社。
13. ↑  吳士連等《大越史記全書·陳紀·順宗皇帝》，東京大學東洋文化研究所，469頁。
14. ↑  馬思伯樂《李陳胡三氏時安南國之政治地理》，收錄於《西域南海史地考證譯叢·四編》，馮承鈞譯，臺灣商務印書館，124頁。
15. ↑  馬思伯樂《李陳胡三氏時安南國之政治地理》，收錄於《西域南海史地考證譯叢·四編》，馮承鈞譯，臺灣商務印書館，126頁。
16. ↑  《崇光寺鐘》，收錄於黃文樓、耿慧玲主編《越南漢喃銘文匯編·第二集陳朝》，新文豐出版公司，137頁。
17. ↑  《崇天寺碑》，收錄於黃文樓、耿慧玲主編《越南漢喃銘文匯編·第二集陳朝》，新文豐出版公司，236頁。
18. ↑  黃文樓、耿慧玲主編《越南漢喃銘文匯編·第二集陳朝》，潘文閣《前言》，新文豐出版公司，XI頁。
19. ↑  本圖表根據《安南志略》卷之一（黎崱著，武尚清點校，北京中華書局）、《元史·地理志六》（宋濂等著，北京中華書局）、《李陳胡三氏時安南國之政治地理》（收錄於《西域南海史地考證譯叢·四編》，馬思伯樂著，馮承鈞譯，臺灣商務印書館）、《越南歷代疆域》（陶維英著，鍾民岩譯，北京商務印書館）等製成。
20. 1 2  吳士連等《大越史記全書·陳紀·聖宗皇帝》，東京大學東洋文化研究所，348頁。
21. 1 2  潘輝注《歷朝憲章類誌》卷之三十三《刑律誌》。
22. ↑  潘輝注《歷朝憲章類誌》卷之三十三《刑律誌》，陳太宗建中六年條。
23. ↑  潘輝注《歷朝憲章類誌》卷之三十三《刑律誌》，陳太宗天應政平十三年條。
24. 1 2 3 4 5 6 7 8 9 10 11 12 13 14  吳士連等《大越史記全書·陳紀·英宗皇帝》，東京大學東洋文化研究所。
25. ↑  潘輝注《歷朝憲章類誌》卷之三十三《刑律誌》，陳英宗興隆十七年條。
26. 1 2 3  吳士連等《大越史記全書·陳紀·憲宗皇帝》，東京大學東洋文化研究所。
27. ↑  何勤華、李秀清《東南亞七國法律發達史》，法律出版社，680頁。
28. 1 2  黎崱《安南志略》卷第十四，北京中華書局，329頁。
29. ↑  吳士連等《大越史記全書·陳紀·仁宗皇帝》，東京大學東洋文化研究所，358頁。
30. 1 2 3 4 5 6 7 8 9 10  越南社會科學委員會《越南歷史》，北京人民出版社。
31. ↑  黎澄《南翁夢錄·竹林示寂》，臺灣學生書局，15頁。
32. ↑  杜繼文《佛教史》，江蘇人民出版社，513─514頁
33. ↑  龐希云主編《東南亞文學簡史》，人民出版社，95－96頁。
34. ↑  王曉平《亞洲漢文學》，天津人民出版社，135─139頁。
35. ↑  龐希云主編《東南亞文學簡史》，人民出版社，97頁。
36. ↑  龐希云主編《東南亞文學簡史》，人民出版社，98頁。
37. ↑  李濟川《粵甸幽靈集錄·序》，收錄於《越南漢文小說叢刊》第二冊《傳奇類》，臺灣學生書局版，第19頁。
38. ↑  《粵甸幽靈集》《出版說明》，收錄於《越南漢文小說叢刊》第二冊《傳奇類》，臺灣學生書局版，3頁。
39. ↑  羅長山《越南傳統文化與民間文學》，雲南人民出版社版，336頁。
40. ↑  吳士連等《大越史記全書·陳紀·仁宗皇帝》，東京大學東洋文化研究所，355頁。
41. 1 2  吳士連等《大越史記全書·陳紀·順宗皇帝》，東京大學東洋文化研究所，464頁。
42. ↑  明秋. . 人民報網 (越南). 2012-08-12  [2012-12-01]. （原始内容存档于2021-05-16） （中文（简体））.
43. ↑  黎崱《安南志略》卷第一，北京中華書局，41─42頁。
44. ↑  阮志堅《越南的傳統文化與民俗》，雲南人民出版社，238頁。
45. ↑  本表依據吳士連等《大越史記全書·陳紀》（東京大學東洋文化研究所）製成。
46. ↑  黎崱《安南志略》卷第十三，北京中華書局，309─310頁；脫脫等《宋史‧外國列傳·交阯》，北京中華書局，14072頁。
47. ↑  黎崱《安南志略》卷第四，北京中華書局，85頁。
48. ↑  宋濂等《元史·外夷列傳·安南》，北京中華書局，4634。
49. ↑  黎崱《安南志略》卷第十四，北京中華書局，332─333頁。
50. ↑  宋濂等《元史·外夷列傳·安南》，北京中華書局，4645頁。
51. ↑  黎崱《安南志略》卷第四，北京中華書局，99頁。
52. ↑  黎崱《安南志略》卷第四，北京中華書局，92頁。
53. ↑  宋濂等《元史·外夷列傳·安南》，北京中華書局，4649─4650頁。
54. 1 2  汪大淵，《島夷誌略·交趾》，北京中華書局。
55. ↑  吳士連等《大越史記全書·陳紀·仁宗皇帝》，東京大學東洋文化研究所，362頁。
56. ↑  吳士連等《大越史記全書·陳紀·裕宗皇帝》，東京大學東洋文化研究所，426頁。
57. 1 2 3 4 5 6 7 8  吳士連等《大越史記全書·陳紀·裕宗皇帝》，東京大學東洋文化研究所，424頁。
58. ↑  張廷玉《明史·外國列傳·安南》，北京中華書局，8309頁。
59. ↑  《明實錄·太祖實錄》卷三十七，洪武元年十二月壬辰條，茲參考李國祥主編《明實錄類纂·涉外史料卷》，武漢出版社。
60. ↑  《明實錄·太祖實錄》卷四十三，洪武二年六月壬午條，茲參考李國祥主編《明實錄類纂·涉外史料卷》，武漢出版社，553頁。
61. ↑  《明實錄·太祖實錄》卷五十一，洪武三年四月壬申條，茲參考李國祥主編《明實錄類纂·涉外史料卷》，武漢出版社，555頁。
62. ↑  《明實錄·太祖實錄》卷七十二，洪武五年二月丙戌條，茲參考李國祥主編《明實錄類纂·涉外史料卷》，武漢出版社，557頁。
63. ↑  《明實錄·太祖實錄》卷七十八，洪武六年正月條，茲參考李國祥主編《明實錄類纂·涉外史料卷》，武漢出版社，558頁。
64. ↑  《明實錄·太祖實錄》卷一百三十七，洪武十四年六月丙辰條，茲參考李國祥主編《明實錄類纂·涉外史料卷》，武漢出版社，563頁。
65. ↑  《明實錄·太祖實錄》卷二百四十四，洪武二十九年二月壬寅條，茲參考李國祥主編《明實錄類纂·涉外史料卷》，武漢出版社，570頁。
66. ↑  《明實錄·太祖實錄》卷一百二十八，洪武十二年十二月條，茲參考李國祥主編《明實錄類纂·涉外史料卷》，武漢出版社，562頁。
67. ↑  朱元璋《皇明祖訓》，收錄於《四庫全書存目叢書·史部》第264冊，齊魯書社，167─168頁。
68. ↑  吳士連等《大越史記全書·陳紀 ·廢帝》，東京大學東洋文化研究所，369頁。
69. 1 2 3 4 5 6 7 8 9 10 11 12 13 14 15  馬司培羅《占婆史》，臺灣商務印書館。
70. ↑  吳士連等《大越史記全書·陳紀·皇帝》，東京大學東洋文化研究所，331頁。
71. ↑  散見於吳士連等《大越史記全書·陳紀》，東京大學東洋文化研究所。
72. ↑  張廷玉等《明史·外國列傳二·安南》及《外國列傳五·占城》，北京中華書局，8311頁，及8384─8385頁。
73. ↑  吳士連等《大越史記全書·陳紀·順宗皇帝》，東京大學東洋文化研究所，460─462頁。
74. ↑  吳士連等《大越史記全書·陳紀·順宗皇帝》，東京大學東洋文化研究所，462─464頁。
75. ↑  吳士連等《大越史記全書·陳紀·順宗皇帝》，東京大學東洋文化研究所，465頁。
76. ↑  吳士連等《大越史記全書·陳紀·順宗皇帝》，東京大學東洋文化研究所，466頁。
77. ↑  吳士連等《大越史記全書·陳紀·順宗皇帝》，東京大學東洋文化研究所，467頁。
78. ↑  吳士連等《大越史記全書·陳紀·仁宗皇帝》，東京大學東洋文化研究所，367頁。
79. ↑  吳士連等《大越史記全書·陳紀·憲宗皇帝》，東京大學東洋文化研究所，416頁。
80. ↑  吳士連等《大越史記全書·陳紀·憲宗皇帝》，東京大學東洋文化研究所，416─417頁。
81. 1 2 3  潘清簡等《欽定越史通鑑綱目》正編卷之九，陳憲宗開祐六年「上皇自將伐哀牢」條。
82. ↑  《摩崖紀功文》，收錄於黃文樓、耿慧玲主編《越南漢喃銘文匯編·第二集陳朝》，新文豐出版公司，281─291頁。
83. ↑  吳士連等《大越史記全書·陳紀·裕宗皇帝》，東京大學東洋文化研究所，421頁。
84. ↑  《越南歷史貨幣》，中國金融出版社，27頁。
85. ↑  吳士連等《大越史記全書·陳紀·憲宗皇帝》，東京大學東洋文化研究所，432頁。
86. ↑  .   [2020-06-18]. （原始内容存档于2021-04-20）.
87. ↑  .   [2020-06-18]. （原始内容存档于2021-04-20）.
88. ↑  吳士連等《大越史記全書·李紀·英宗皇帝》，東京大學東洋文化研究所，290頁。
89. ↑  吳士連等《大越史記全書·陳紀·裕宗皇帝》，東京大學東洋文化研究所， 423頁。
90. ↑  《明實錄·太宗實錄》卷三十三，永樂二年八月乙亥條，茲參考李國祥主編《明實錄類纂·涉外史料卷》，武漢出版社，577頁。
91. ↑  初為壽陵，1248年改為徽陵。
92. ↑  陳太宗的名諱有：煚（《大越史記全書·本紀全書·太宗皇帝》，東京大學東洋文化研究所，321頁）。蒲（見同前書同頁）。光昺，（《安南志略》卷第十三，北京中華書局，310頁），中國學者武尚清指出這是陳太宗的越名（見同前書，315頁）。日煚（《宋史·外國列傳·交阯》，北京中華書局，14072頁），武尚清指出這是陳太宗的漢名（《安南志略》卷第十三，315頁）。日照（《宋史·歐陽守道列傳》，12365頁）。
93. ↑  陳聖宗的名諱有：晃（《大越史記全書·本紀全書·聖宗皇帝》，341頁。武尚清指出這是陳聖宗的越名（《安南志略》卷第十三，315頁）。日烜（《元史·外夷列傳·安南》，4636頁），武尚清指出這是陳聖宗的漢名（《安南志略》卷第十三，315頁）。威晃，《元史·外夷列傳·安南》載：「日烜僭稱大越國主憲天體道大明光孝皇帝陳威晃」（4644頁）。
94. ↑  陳仁宗的名諱有：昑（《大越史記全書·本紀全書·仁宗皇帝》，352頁）。武尚清指出這是陳仁宗的越名（《安南志略》卷第十三，315頁）。日燇，（《元史·外夷列傳·安南》，4649頁）。武尚清指出這是陳仁宗的漢名（《安南志略》卷第十三，315頁） 。
95. ↑  陳英宗的名諱有：烇（《大越史記全書·本紀全書·英宗皇帝》，373頁。）日㷃（《元史·外夷列傳·安南》，4651頁）。
96. ↑  陳明宗的名諱有：奣（《大越史記全書·本紀全書·明宗皇帝》，396頁）。日爌（《元史·外夷列傳·安南》，北京中華書局，4652頁）。
97. ↑  陳憲宗的名諱有：旺（《大越史記全書·本紀全書·憲宗皇帝》，413頁）。日㷆（《元史·外夷列傳·安南》，4652頁）。
98. ↑  陳裕宗的名諱有：暭（《大越史記全書·本紀全書·裕宗皇帝》，420頁）。日煃（《明實錄類纂·涉外史料卷》，武漢出版社，553頁）。
99. ↑  昏德公的名諱有：楊日禮（《大越史記全書·本紀全書·裕宗皇帝》，436頁）。陳日熞（《明實錄類纂·涉外史料卷》，556頁）。
100. ↑  陳藝宗的名諱有：暊（《大越史記全書·本紀全書·藝宗皇帝》，438頁）。叔明（《明實錄類纂·涉外史料卷》，557頁）。
101. ↑  陳睿宗的名諱有：曔（《大越史記全書·本紀全書·睿宗皇帝》，444頁）。日煓（《明實錄類纂·涉外史料卷》，559頁）。
102. ↑  陳廢帝的名諱有：晛（《大越史記全書·本紀全書·廢帝》，453頁）。日煒（《明實錄類纂·涉外史料卷》，561頁）。
103. ↑  陳順宗的名諱有：顒（《大越史記全書·本紀全書·順宗皇帝》，462頁）。日焜（《明實錄類纂·涉外史料卷》，567頁）。